# Saint-Alban-d'Hurtières
Pour les articles homonymes, voir Saint-Alban.
Saint-Alban-d'Hurtières, anciennement Saint-Alban-des-Hurtières, est une commune française située dans le département de la Savoie, en région Auvergne-Rhône-Alpes.
En 2022, elle compte 387 habitants.

## Géographie

### Localisation

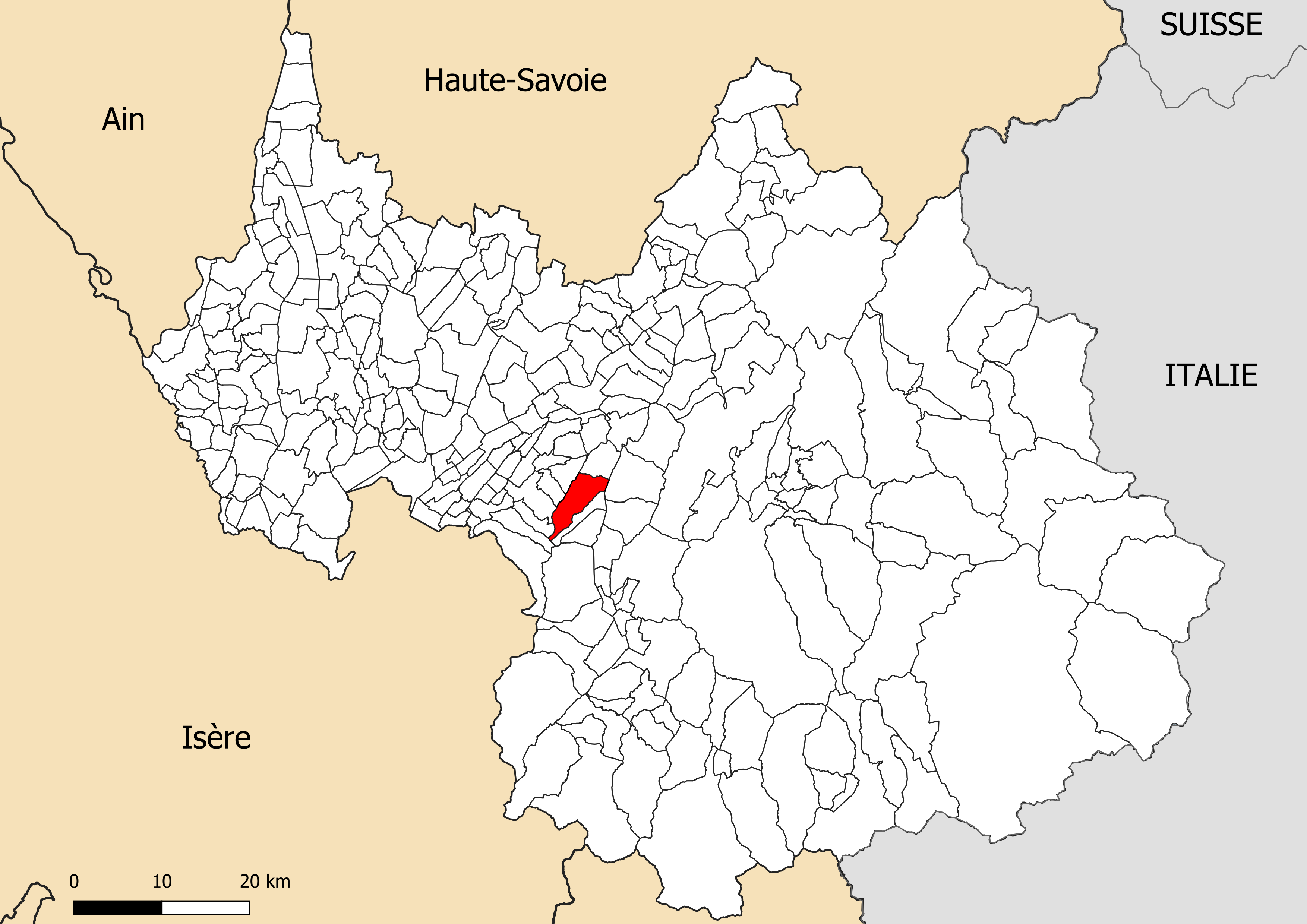
Localisation de Saint-Alban-d'Hurtières dans le département de la Savoie.

Saint-Alban-d'Hurtières se trouve au centre du département de la Savoie, à l'entrée de la vallée de la Maurienne, sur la rive gauche de l'Arc et sur le versant est de la chaîne des Hurtières qui constitue la pointe nord-orientale de la chaîne de Belledonne.
La commune se situe à 53,99 km par la route de Chambéry, préfecture du département, à 29,27 km de Saint-Jean-de-Maurienne, sous-préfecture et à 22,60 km de Saint-Pierre-d'Albigny, bureau centralisateur du canton de Saint-Pierre-d'Albigny dont dépend la commune depuis 2015. La commune fait en outre partie du bassin de vie de Saint-Pierre-d'Albigny.

### Communes limitrophes

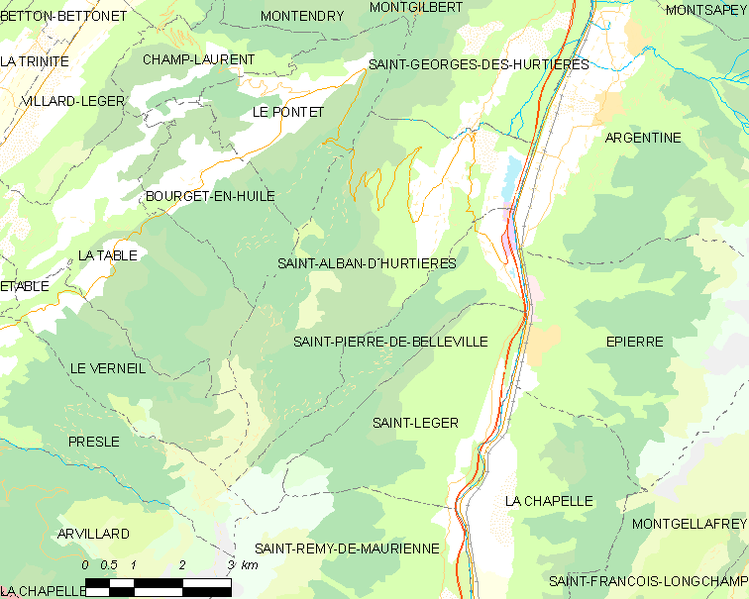
Carte des communes limitrophes de Saint-Alban-d'Hurtières.

Les communes les plus proches sont : 
Saint-Pierre-de-Belleville (1,5 km), Saint-Georges-des-Hurtières (2,2 km), Argentine (3,1 km), Épierre (3,6 km), Le Pontet (4,0 km), Saint-Léger (5,3 km), Bourget-en-Huile (5,4 km), Montendry (5,4 km).
| Le Pontet           | Saint-Georges-des-Hurtières | Argentine                  |
| Bourget-en-Huile    | Saint-Alban-d'Hurtières     |                            |
| La Table Le Verneil | Presle                      | Saint-Pierre-de-Belleville |

### Géologie et relief
La commune s'étend du col de la Perche (1 984 mètres), au sud, jusqu'à la plaine des Hurtières (348 mètres) située dans la vallée, au nord. Le col du Grand Cucheron (1 188 mètres), à l'ouest, permet une ouverture sur la vallée des Huiles.

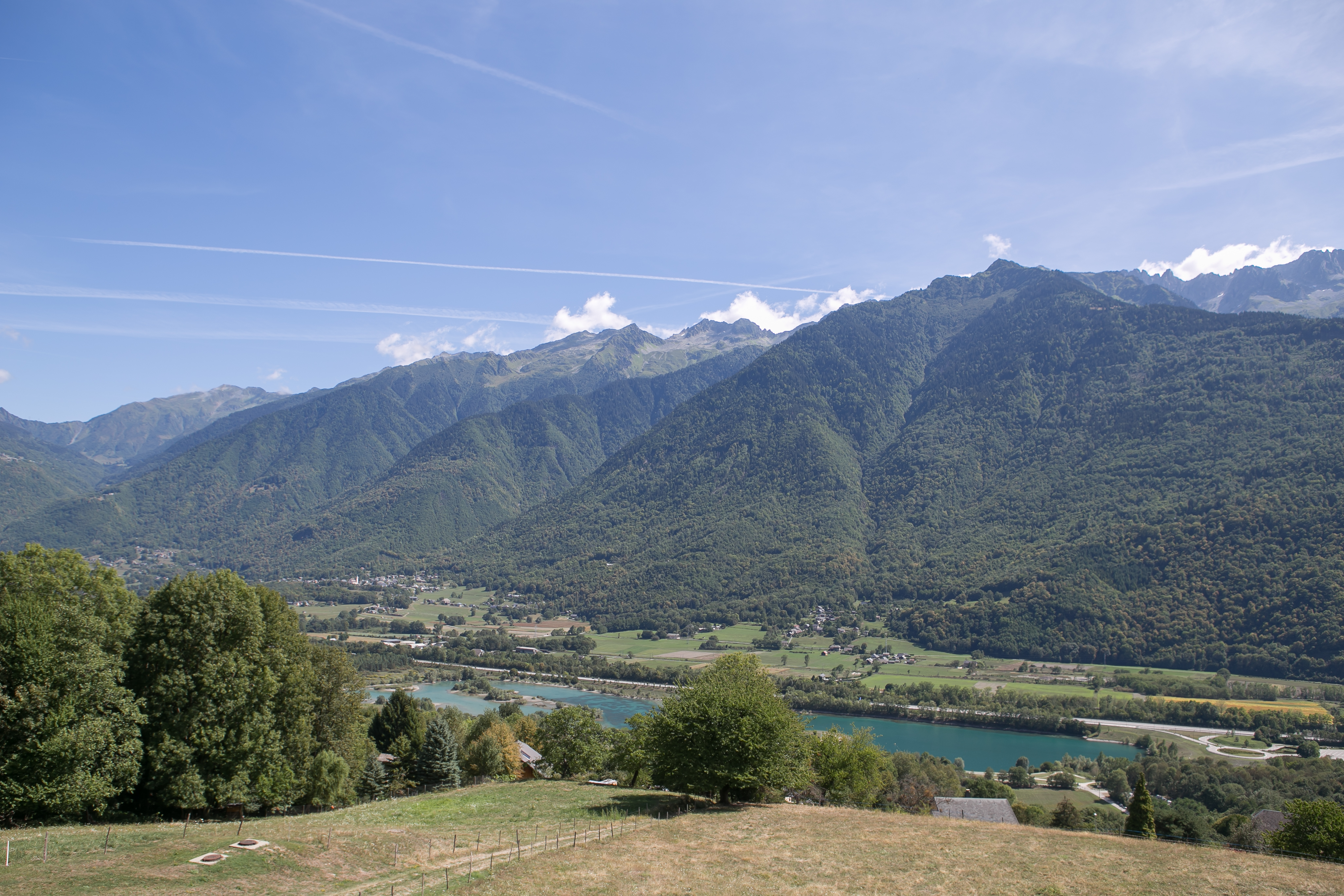
La plaine des Hurtières (avec le massif de la Lauzière en arrière plan.
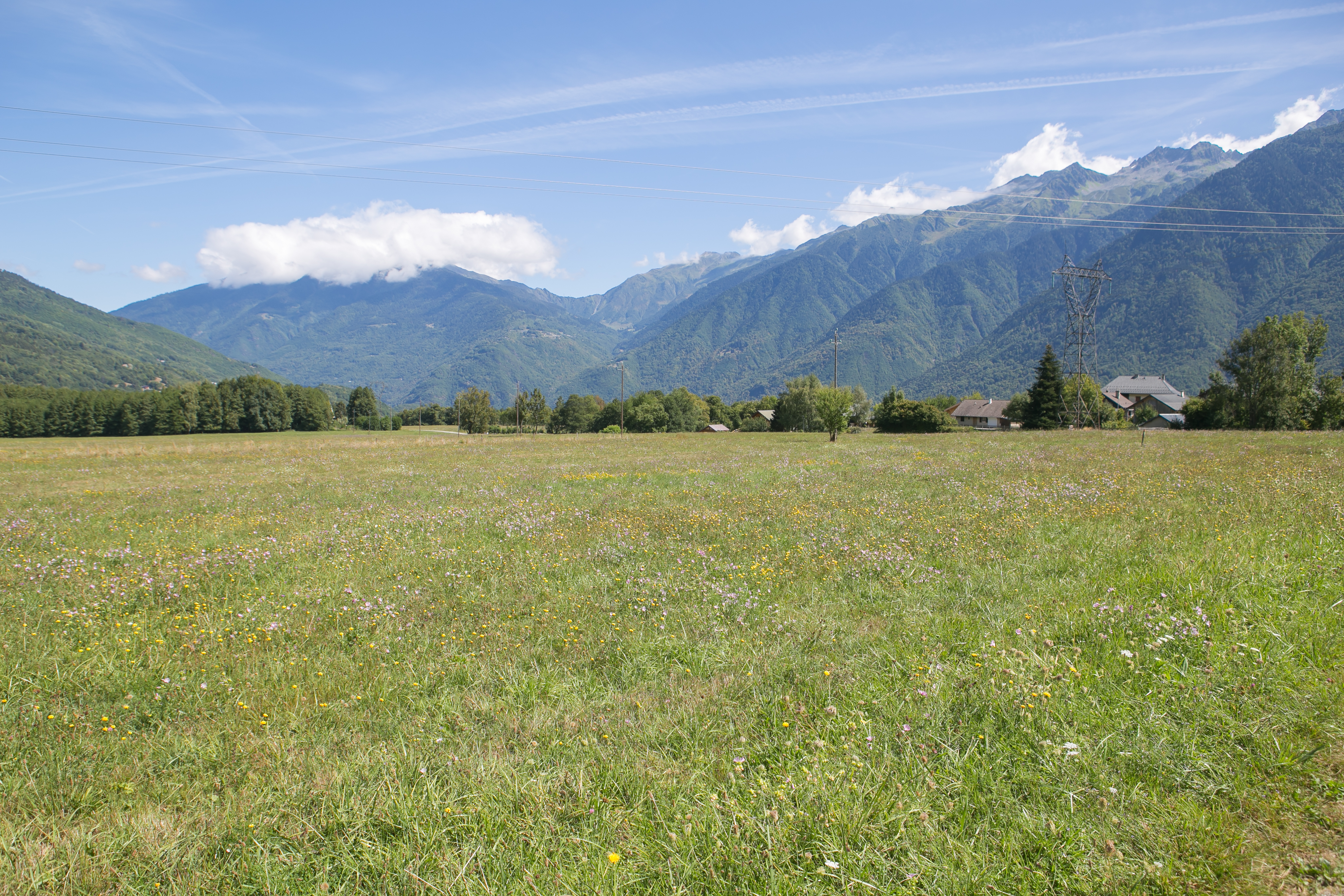
Le plateau du Plan.
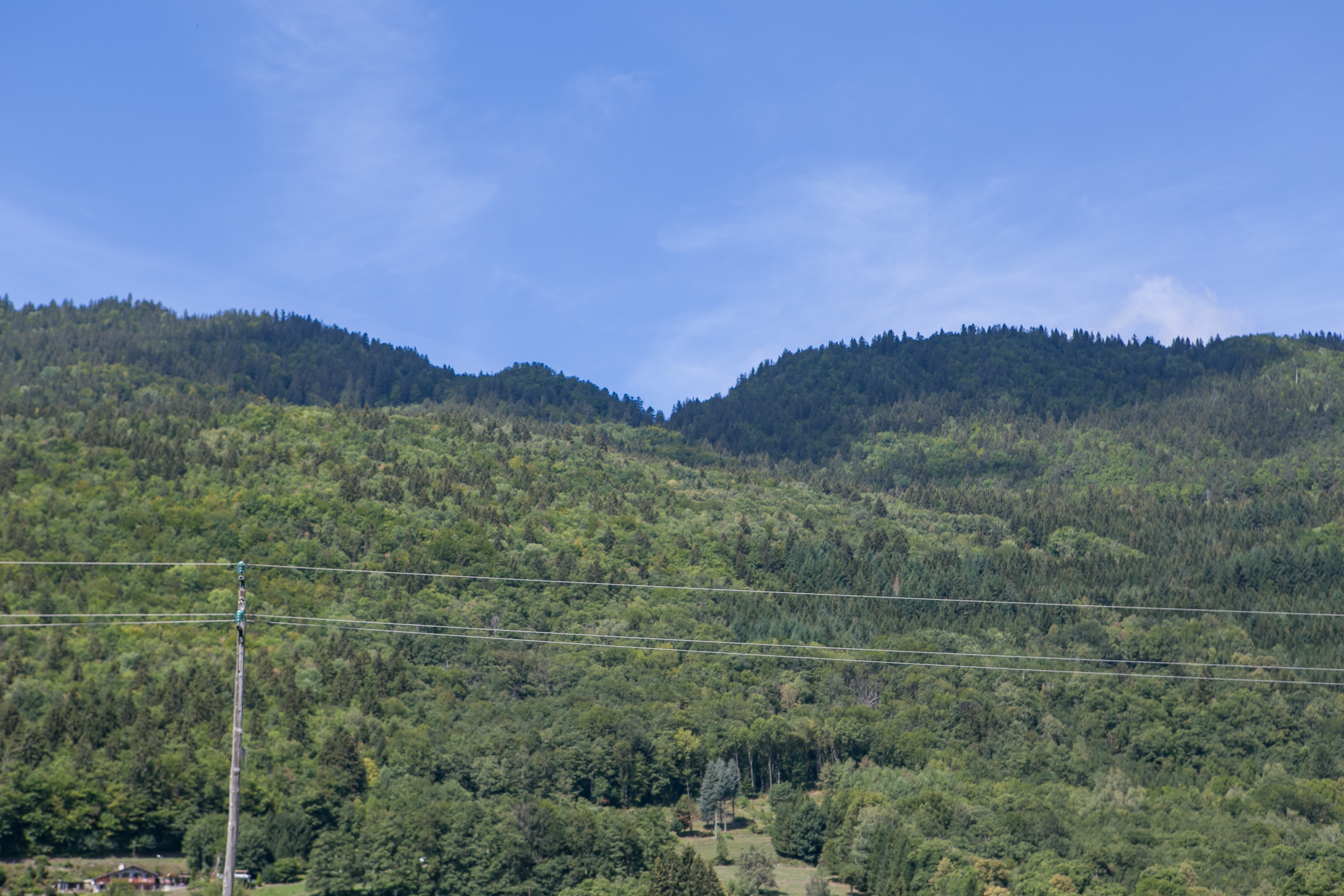
Le col du Grand Cucheron.

L'altitude moyenne de la commune est de 520 m, elle varie de 341 mètres, le point le plus bas dans la plaine des Hurtières, à 650 m dans plateau du Plan, à 2 076 m mètres le point le plus haut à la pointe de Chapotet.

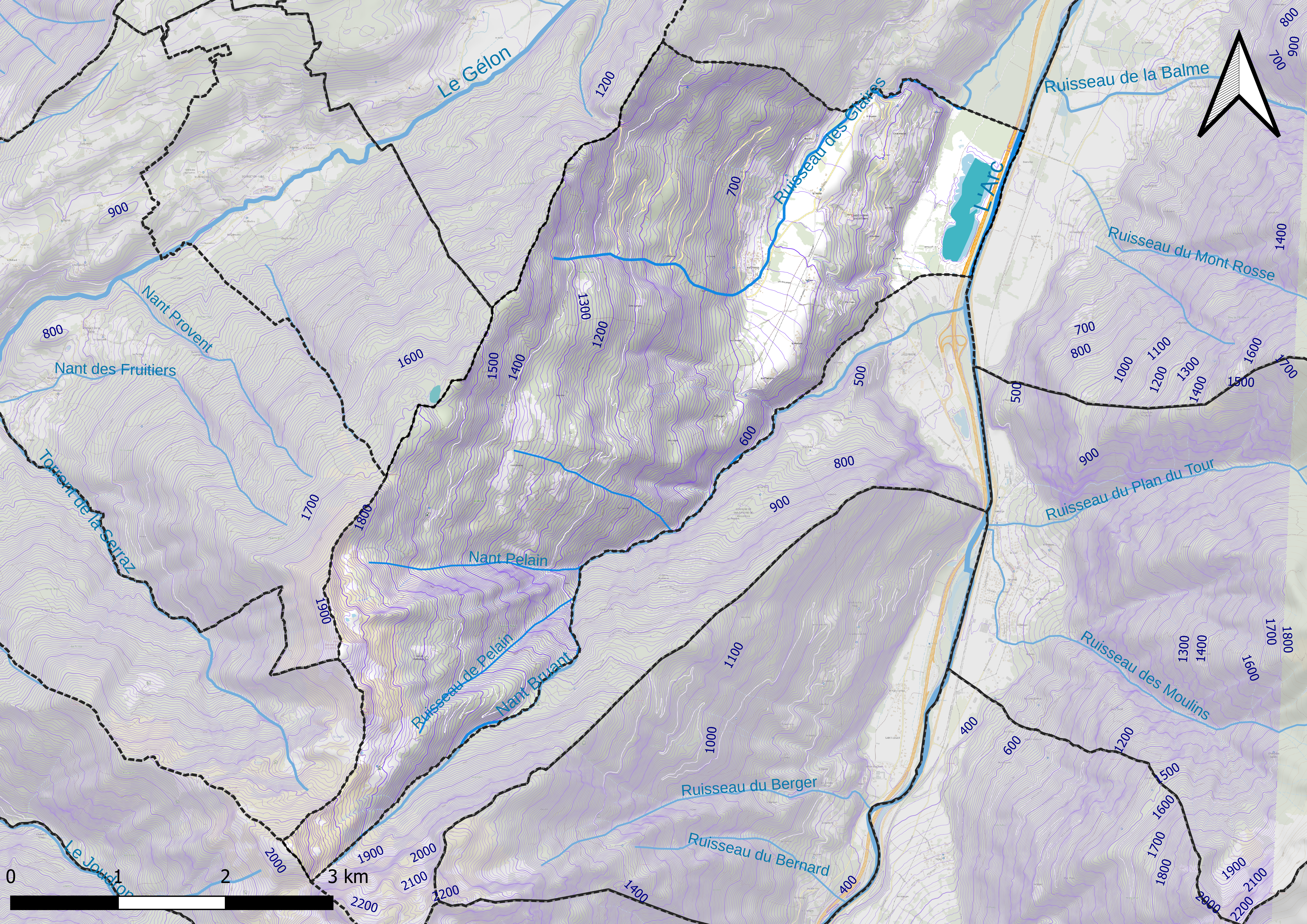
Carte du relief de Saint-Alban-d'Hurtières.
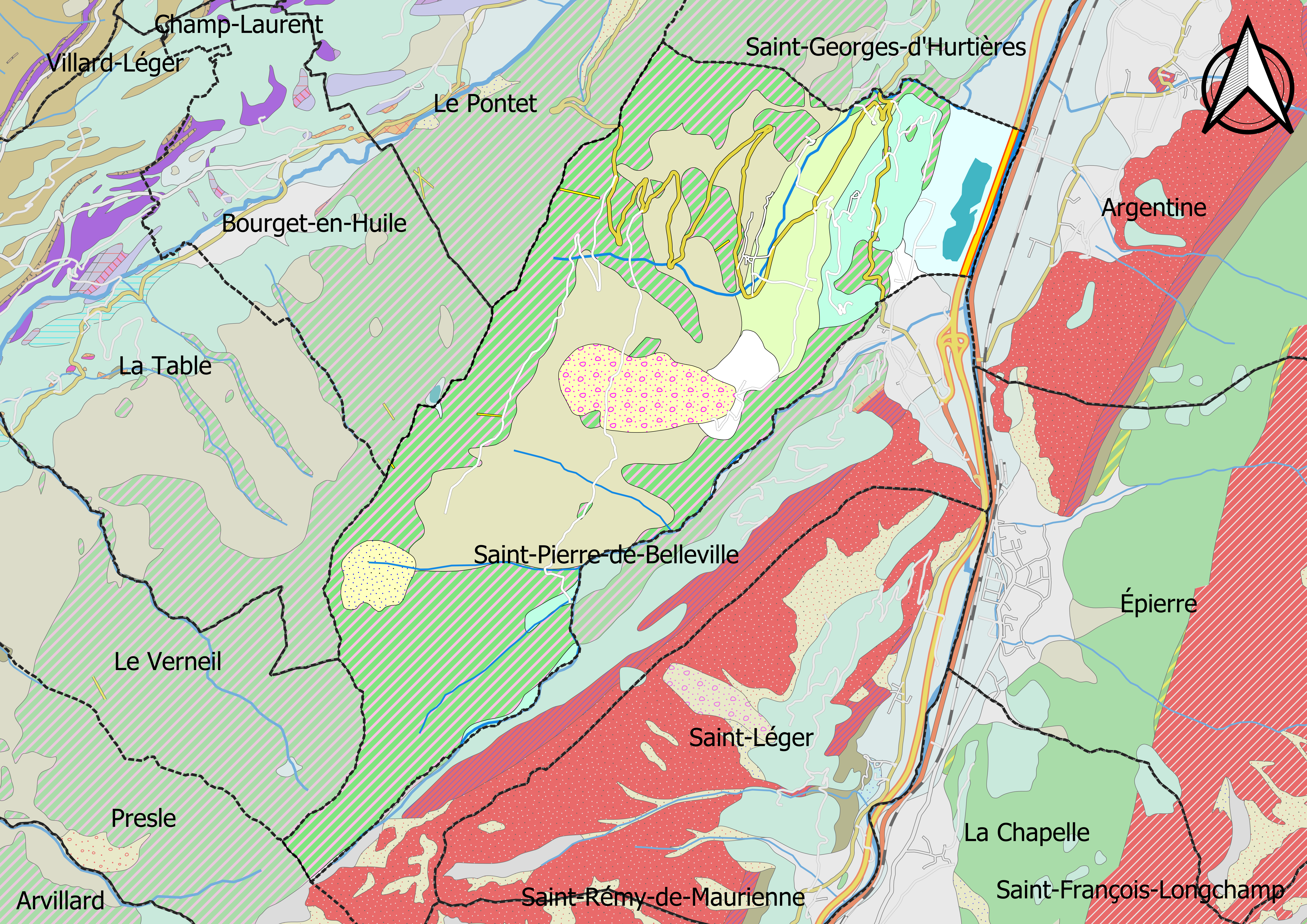
Carte géologique vectorisée et harmonisée de Saint-Alban-d'Hurtières.

Le territoire de la commune de Saint-Alban-Hurtières se situe à l'extrémité nord de la chaîne de Belledonne, sur son flanc nord-oriental. La chaîne fait partie des massifs cristallins externes des Alpes occidentales.
Les couches affleurantes de la partie centrale de la commune, au niveau des plateaux, présentent des formations superficielles composées de roches sédimentaires datant de la période du Quaternaire de l'ère Cénozoïque, l'ère géologique la plus récente sur l'échelle des temps géologiques, débutant il y a 66 millions d'années. Les sols des flancs du massif de Belledone sont constitués de micaschistes datant du Néoprotérozoïque. Quelques filons de quartz, datant du Paléozoïque, affleurent dans le sol de la commune.
|  | E :   | Éboulis actuels à anciens (âge non précisé), localement cônes d'avalanches et éboulis mêlés à moraines. |
|  | C :   | Dépôts de versants composites (localement glissés) : colluvions, éboulis et moraines remaniés           |
|  | FJz : | Cônes torrentiels de déjection (d'épandage) post-würmiens à actuels (actifs) ou sans âge précisé        |
|  | Fz :  | Alluvions actuelles et récentes, localement plus anciennes                                              |

|  | SM-E : | Glissements (terrains glissés) prédominants d'âge non précisé +/- éboulis, formations de versant et moraines mélés - voir également les glissements représentés par des surcharges |
|  | FJy :  | Cônes de déjection stabilisés, anciens, würmiens ou de retrait würmien |
|  | EG :   | Glacier rocheux, avec bourrelets d'accumulation (bourrelets de glissements ou moraines de névés)                                                                                   |
|  | Gy :   | Dépôts glaciaires (moraines) principalement du Würm, localement plus tardifs (?) ou plus récents. Dépôts fluvio-glaciaires ou glacio-lacustres localement associés.                |

|  | Q(1) : | Filons de quartzites, localement quartz et sidérite non minéralisés |

|  | ξζD : | Micaschistes sériciteux, chloriteux (chloritoschistes), quartzeux, et/ou albitiques (micaschistes ocellaires) ('-Série satinée'-, Massif de Belledonne). Précambrien - Paléozoïque inf. ? |

### Hydrographie

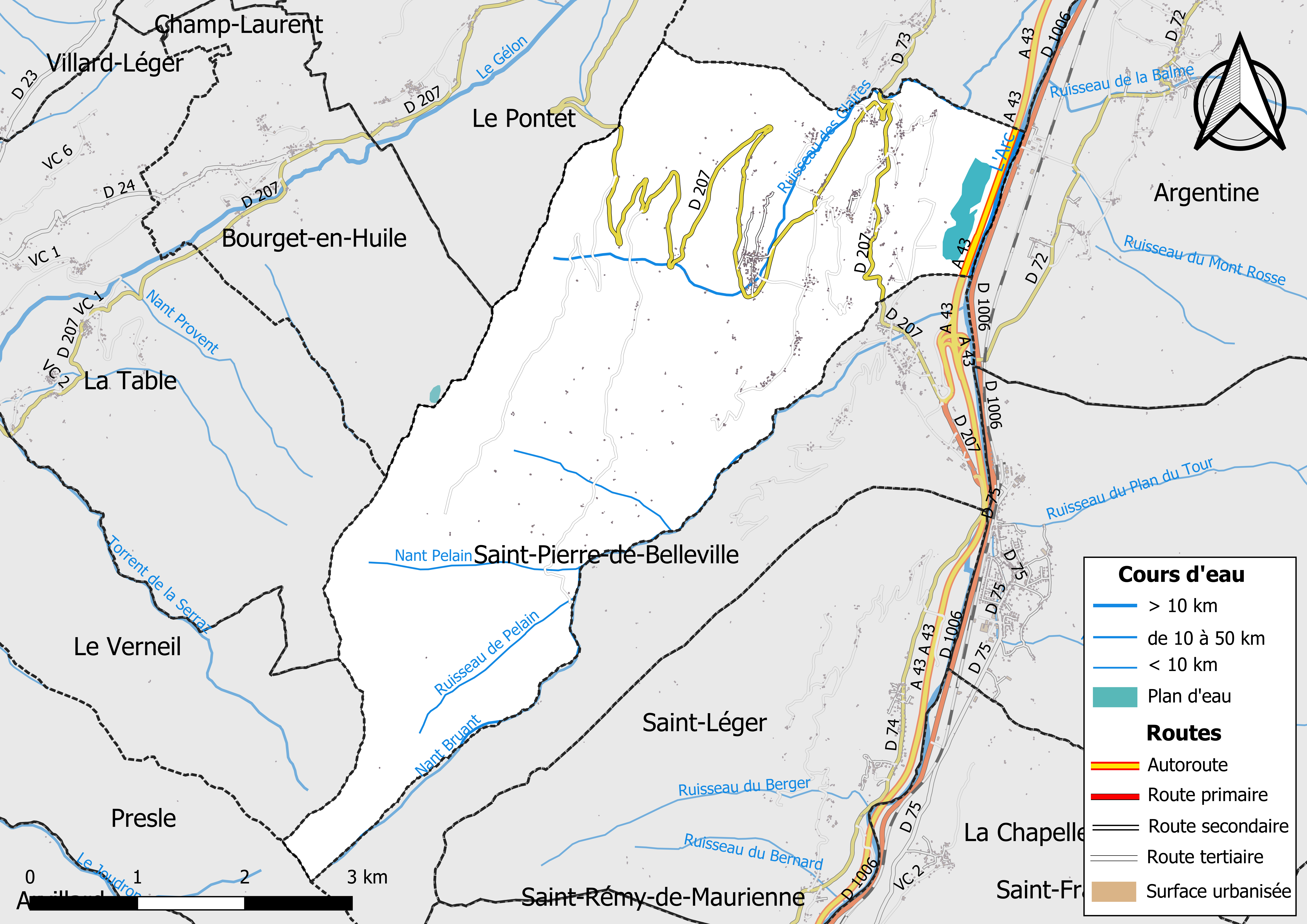
Carte des réseaux hydrographique et routier de Saint-Alban-d'Hurtières.

Le système hydrographique de la commune se compose de six cours d'eau référencés :
- la rivière l'Arc[9], affluent en rive gauche de l'Isère, longue de 127,42 km, qui prend sa source dans la commune de Bonneval-sur-Arc, longe la partie nord-est de la commune et coule du sud vers le nord pour se diriger vers Chamousset où elle se jette dans l'Isère ;
  - le ruisseau des Glaires[10], affluent en rive gauche de l'Arc, d'une longueur de 7,94 km, qui prend sa source dans le territoire de la commune, coule de l'ouest vers le nord-est pour se diriger vers Saint-Georges-d'Hurtières où il se jette dans l'Arc ;
  - le ruisseau Nant Bruant[11], affluent en rive gauche de l'Arc, d'une longueur de 8,51 km, qui prend sa source dans la commune de Saint-Pierre-de-Belleville, longe toute la partie est et sud-est du territoire de la commune de Saint-Alban-d'Hurtières et coule du sud-ouest vers le nord-est pour se diriger vers Saint-Pierre-de-Belleville où il se jette dans l'Arc ;
    - le ruisseau Froide Fontaine[12], affluent en rive gauche du Nant Bruant, d'une longueur de 1,98 km, qui prend sa source dans le territoire de la commune, coule d'ouest en est pour se diriger vers Saint-Pierre-de-Belleville où il se jette dans le Nant Bruant ;
    - le ruisseau Nant Pelain[13], affluent en rive gauche du Nant Bruant, d'une longueur de 1,69 km, qui prend sa source dans le territoire de la commune, coule d'ouest en est pour se diriger vers Saint-Pierre-de-Belleville où il se jette dans le Nant Bruant ;
    - le ruisseau Pelain[14], affluent en rive gauche du Nant Bruant, d'une longueur de 1,94 km, qui prend sa source dans le territoire de la commune, coule du sud-ouest vers le nord-est pour se diriger vers Saint-Pierre-de-Belleville où il se jette dans le Nant Bruant.

Le lac des Hurtières, d'une superficie de 20 ha, est au situé au nord-est de Saint-Alban-d'Hurtières sur l'emplacement d'une ancienne gravière qui avaient été agrandie pour l'extraction de granulats nécessaires à la construction de la section Aiton - Sainte-Marie-de-Cuines de l'autoroute A43.

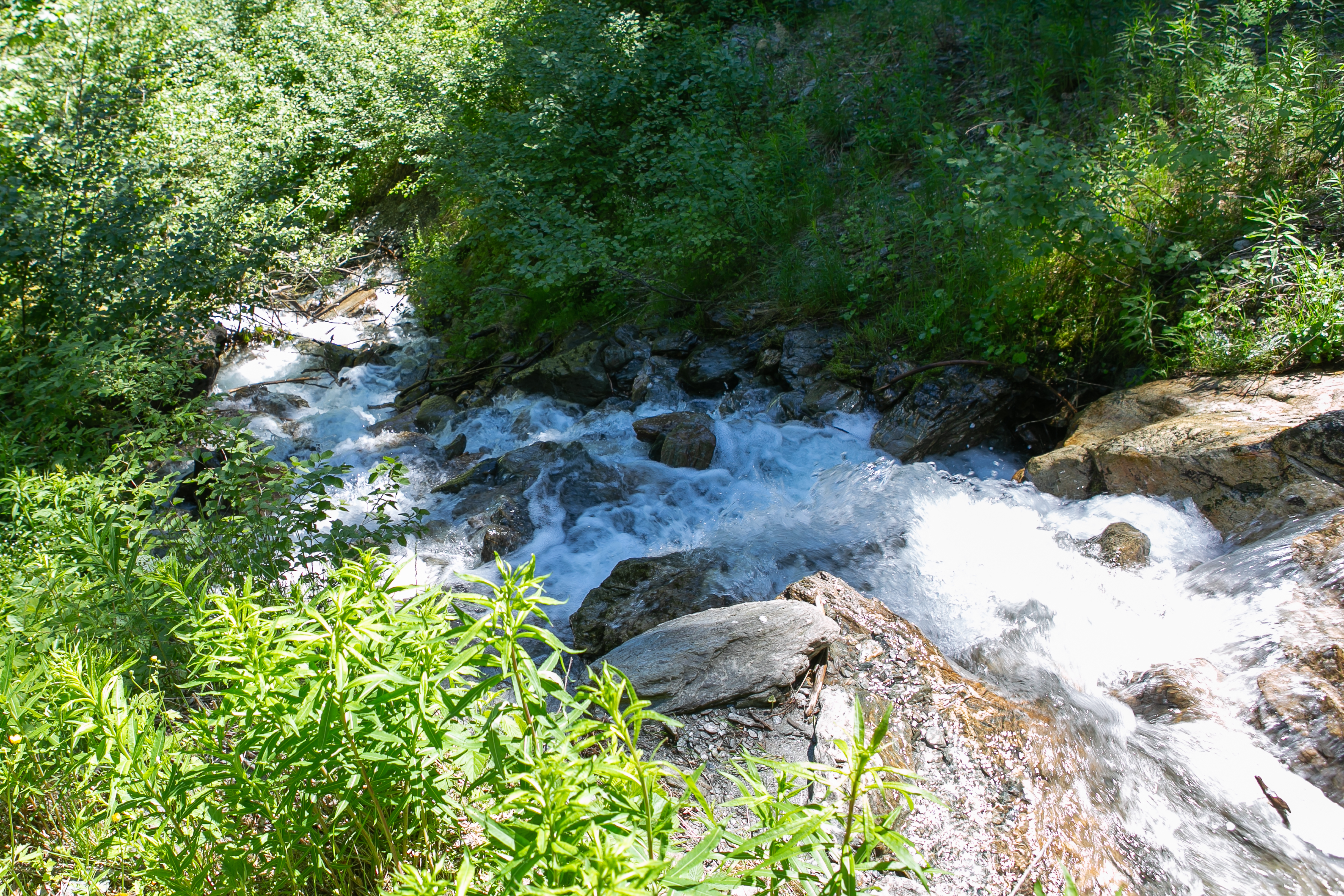
Le ruisseau Pelain.
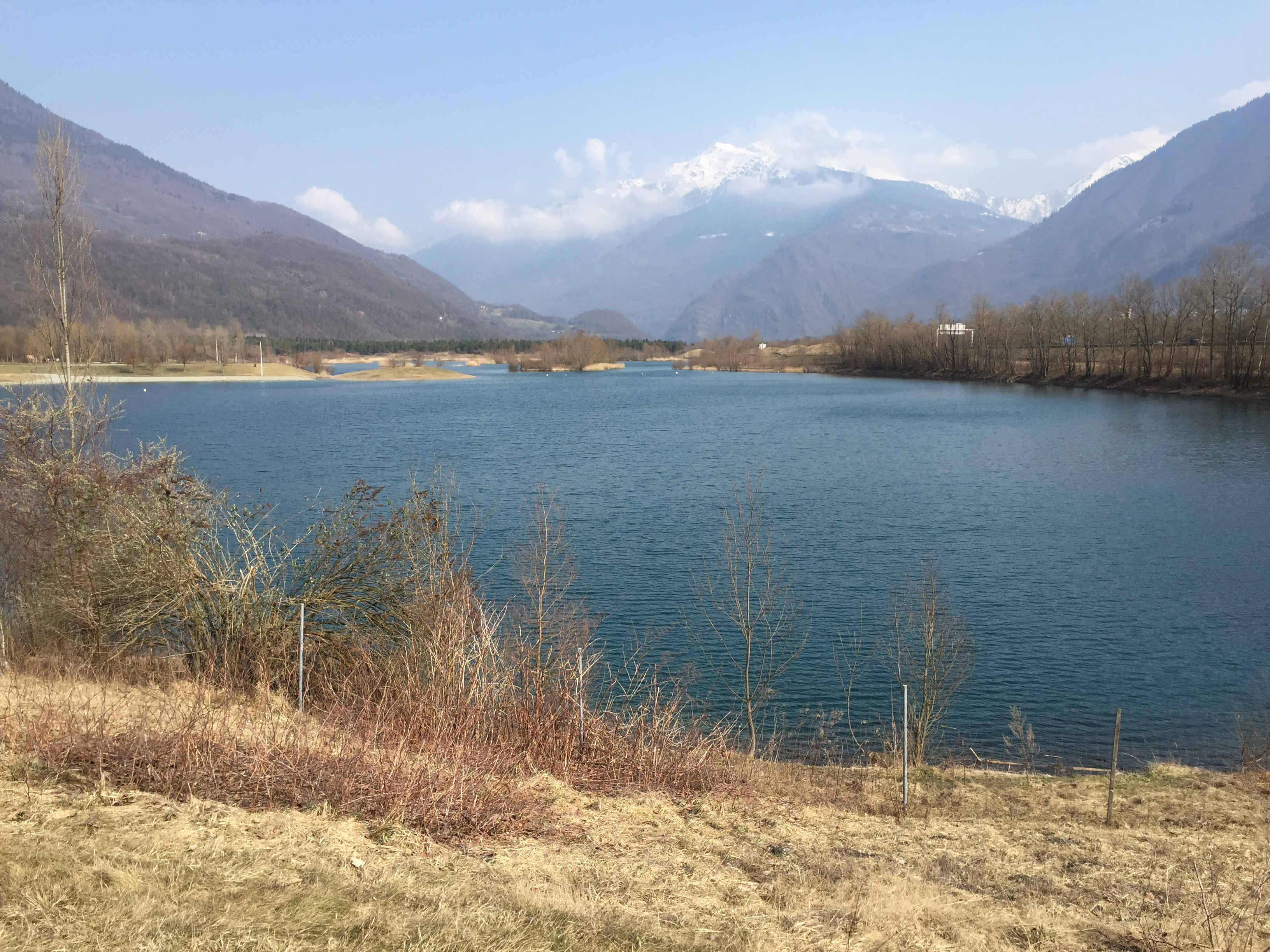
Le lac des Hurtières.

### Climat
Le climat de Saint-Alban-d'Hurtières est de type montagnard en raison de la présence de la chaîne de Belledonne. Ce climat se caractérise par de bonnes précipitations équitablement réparties, ainsi que par des hivers froids et une saison estivale chaude, potentiellement orageuse.
La station météorologique de Météo-France installée sur la commune et mise en service en 1935 permet de connaître en continu l'évolution des indicateurs météorologiques. Le tableau détaillé pour la période 1981-2010 est présenté ci-après.
| Mois                                  | jan.             | fév.            | mars            | avril         | mai           | juin           | jui.          | août           | sep.          | oct.          | nov.            | déc.            | année      |
| ------------------------------------- | ---------------- | --------------- | --------------- | ------------- | ------------- | -------------- | ------------- | -------------- | ------------- | ------------- | --------------- | --------------- | ---------- |
| Température minimale moyenne (°C)     | −1,9             | −1,3            | 1,7             | 4,6           | 8,7           | 11,5           | 13,7          | 13,4           | 10,4          | 6,9           | 2,1             | −1              | 5,8        |
| Température moyenne (°C)              | 1,5              | 2,7             | 6,5             | 9,8           | 14,1          | 17,1           | 19,7          | 19,2           | 15,5          | 11,3          | 5,6             | 2,1             | 10,5       |
| Température maximale moyenne (°C)     | 4,8              | 6,7             | 11,3            | 15            | 19,5          | 22,7           | 25,6          | 25             | 20,6          | 15,7          | 9,1             | 5,2             | 15,1       |
| Record de froid (°C) date du record   | −17,6 06.01.1985 | −16,8 05.02.12  | −11,2 01.03.05  | −6 06.04.1970 | −2 02.05.1945 | 0,6 13.06.1998 | 5 13.07.1993  | 4,1 29.08.1986 | 0 30.09.1936  | −3,8 26.10.03 | −9,8 23.11.1988 | −15 04.12.1973  | −17,6 1985 |
| Record de chaleur (°C) date du record | 17,2 10.01.1998  | 21,8 25.02.1990 | 25,8 22.03.1990 | 28,7 27.04.12 | 34 26.05.1953 | 35,4 30.06.19  | 39 02.07.1952 | 38 13.08.03    | 33 04.09.1949 | 27,1 07.10.09 | 22,7 12.11.18   | 21,8 16.12.1989 | 39 1952    |
| Précipitations (mm)                   | 125,8            | 109,2           | 110,2           | 102,7         | 117,6         | 120,5          | 96,5          | 104,5          | 102,1         | 115,3         | 120             | 128,8           | 1 353,2    |

### Milieux naturels et biodiversité

#### Réseau Natura 2000

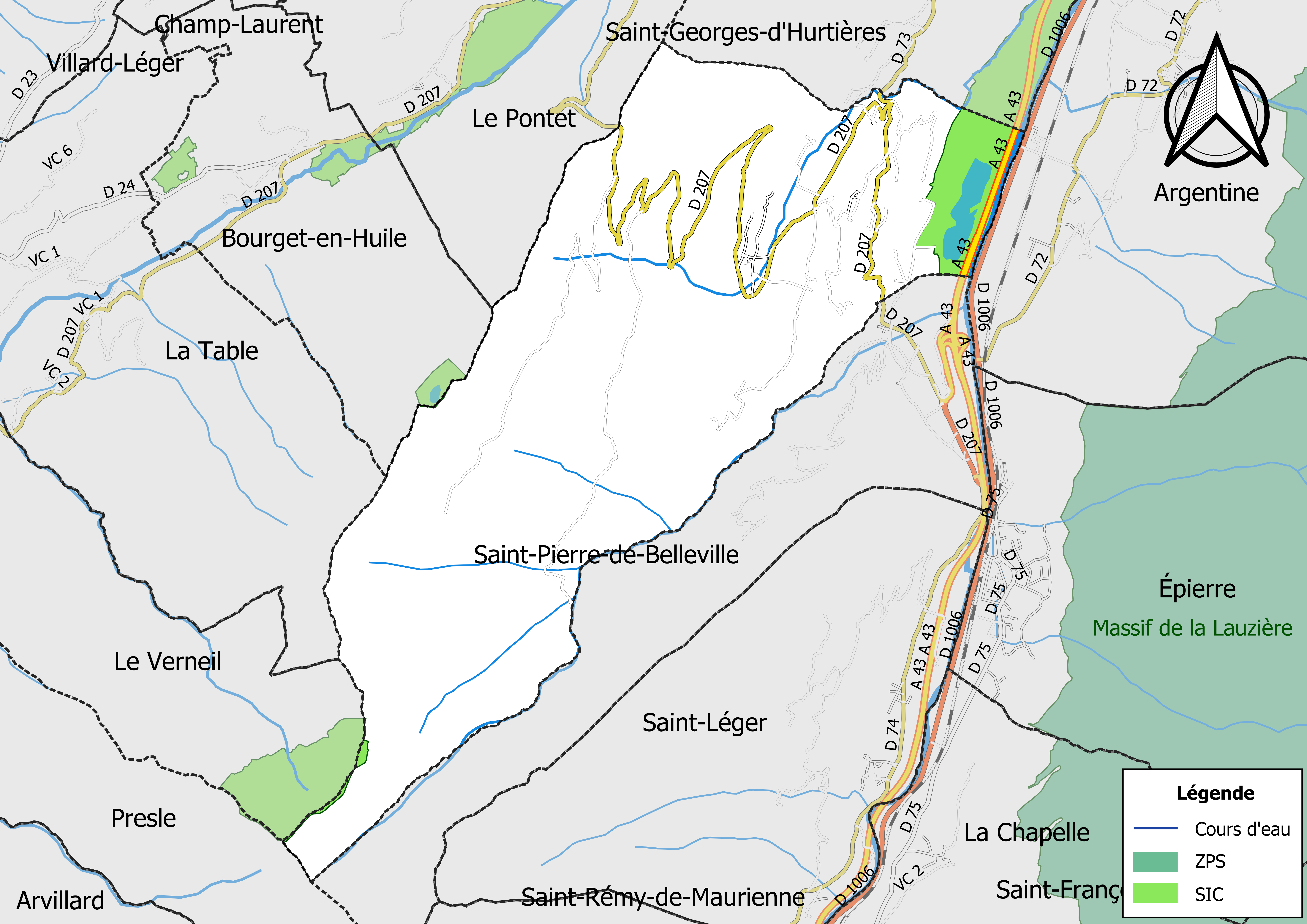
Sites Natura 2000 sur le territoire communal.

Le réseau Natura 2000 est un réseau écologique européen de sites naturels d’intérêt écologique élaboré à partir des Directives « Habitats » et « Oiseaux ». Ce réseau est constitué de Zones spéciales de conservation (ZSC) et de Zones de protection spéciale (ZPS). Dans les zones de ce réseau, les États Membres s'engagent à maintenir dans un état de conservation favorable les types d'habitats et d'espèces concernés, par le biais de mesures réglementaires, administratives ou contractuelles.
Un site Natura 2000 a été défini sur la commune au titre de la « directive Habitats » : le « réseau de zones humides et alluviales des Hurtières ».

#### Zones naturelles d'intérêt écologique, faunistique et floristique
L’inventaire des zones naturelles d'intérêt écologique, faunistique et floristique (ZNIEFF) a pour objectif de réaliser une couverture des zones les plus intéressantes sur le plan écologique, essentiellement dans la perspective d’améliorer la connaissance du patrimoine naturel national et de fournir aux différents décideurs un outil d’aide à la prise en compte de l’environnement dans l’aménagement du territoire.
Le territoire communal de Saint-Alban-d'Hurtières comprend trois ZNIEFF de type 1,, : 
- la ZNIEFF « Cours aval de l’Arc de Saint Alban-les-Hurtières à Chamousset » (399 ha)[21] ;
- la ZNIEFF « Col du Champet, col d'Albateran » (1 100 ha)[22] ;
- la ZNIEFF « Combe de la Frêche, combe de Lachat, plan de Lai, combe de l’Arbet Neuf » (1 100 ha)[23] ;

et une ZNIEFF de type 2, : la ZNIEFF « Massif de Belledonne et chaîne des Hurtières » (1 100 ha).

Cartes des ZNIEFF de type 1 et 2 de la commune de Saint-Alban-d'Hurtières.
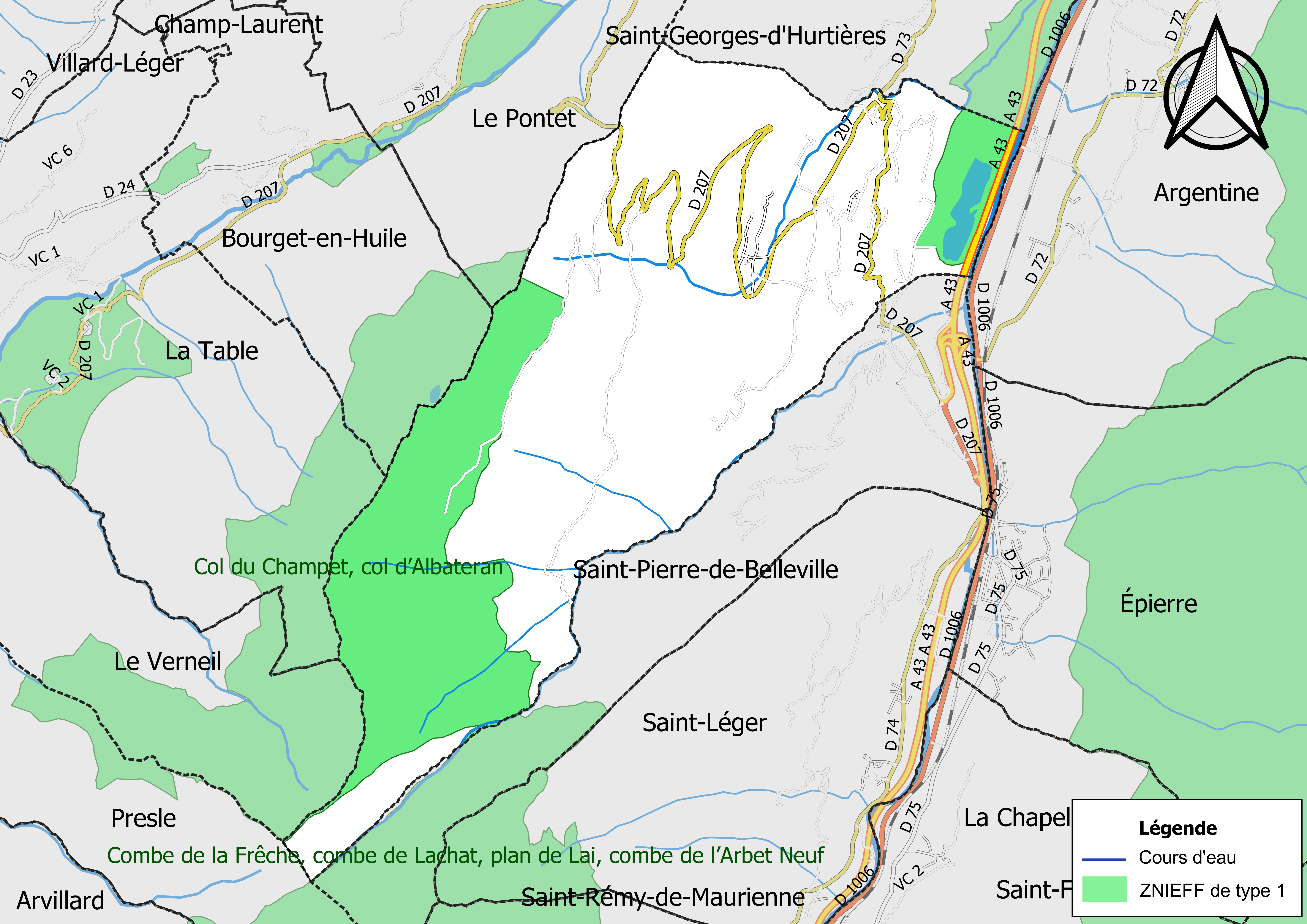
Carte des ZNIEFF de type 1 de la commune.
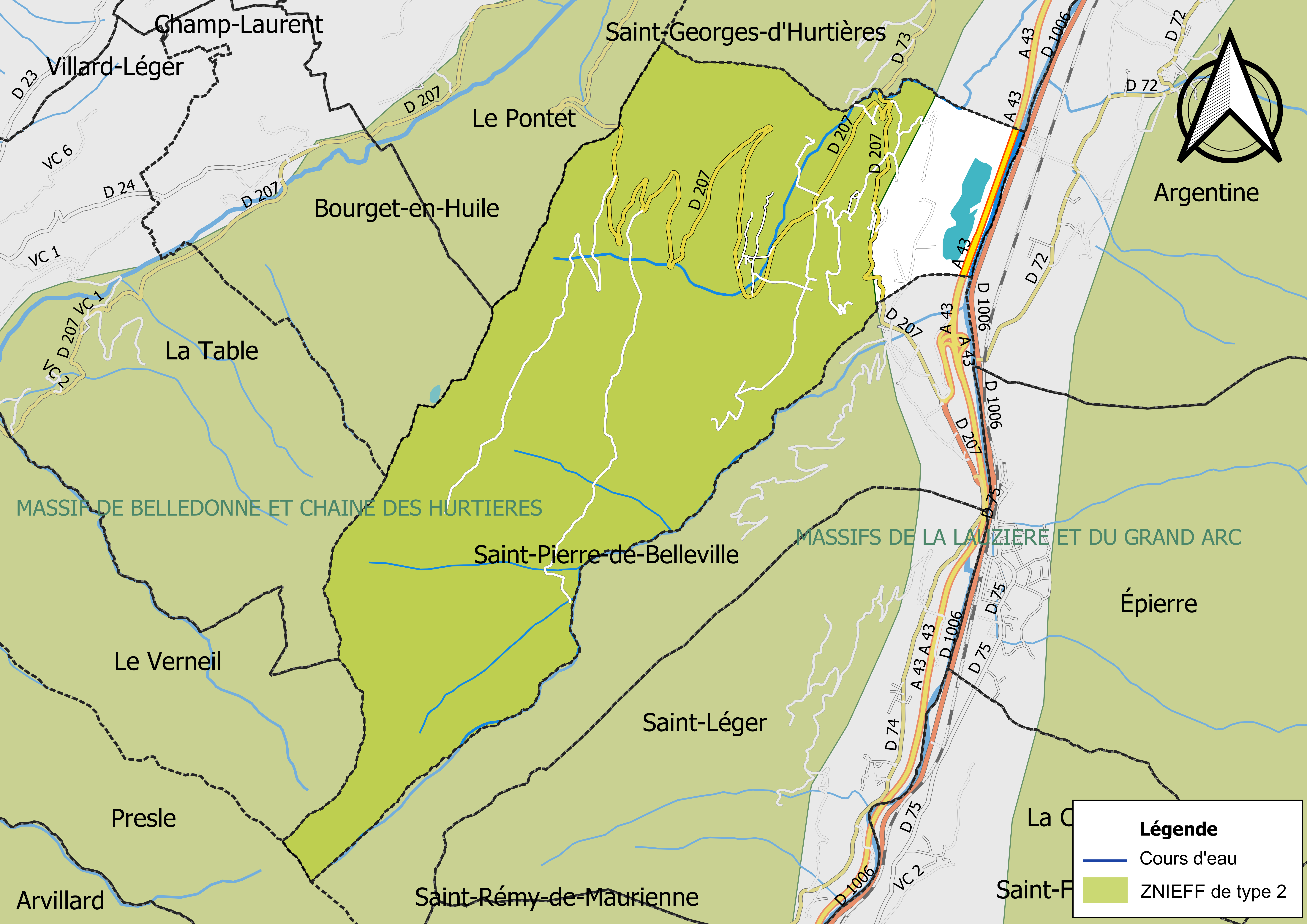
Carte des ZNIEFF de type 2 de la commune.

## Urbanisme

### Typologie
Au 1er janvier 2024, Saint-Alban-d'Hurtières est catégorisée commune rurale à habitat dispersé, selon la nouvelle grille communale de densité à sept niveaux définie par l'Insee en 2022.
Elle est située hors unité urbaine et hors attraction des villes,.

### Occupation des sols
L'occupation des sols de la commune, telle qu'elle ressort de la base de données européenne d’occupation biophysique des sols Corine Land Cover (CLC), est marquée par l'importance des forêts et milieux semi-naturels (83,4 % en 2018), en diminution par rapport à 1990 (89,7 %). La répartition détaillée en 2018 est la suivante : 
forêts (75,81 %), 
zones agricoles hétérogènes (9,35 %), 
milieux à végétation arbustive et/ou herbacée (7,59 %), 
prairies (5,46 %), 
eaux continentales (1,55 %), 
zones industrielles ou commerciales et réseaux de communication (0,23 %), 
espaces ouverts, sans ou avec peu de végétation (0,01%).
| Type d’occupation | 1990        | 1990    | 2018        | 2018    | Bilan      |
| --- | ----------- | ------- | ----------- | ------- | ---------- |
| Territoires artificialisés (zones urbanisées, zones industrielles ou commerciales et réseaux de communication, mines, décharges et chantiers, espaces verts artificialisés ou non agricoles) | 32,63 ha    | 1,68 %  | 4,56 ha     | 0,23 %  | −28,07 ha  |
| Territoires agricoles (terres arables, cultures permanentes, prairies, zones agricoles hétérogènes)                                                                                          | 167,52 ha   | 8,61 %  | 288,08 ha   | 14,80 % | 120,56 ha  |
| Forêts et milieux semi-naturels (forêts, milieux à végétation arbustive et/ou herbacée, espaces ouverts sans ou avec peu de végétation)                                                      | 1 746,05 ha | 89,72 % | 1 623,32 ha | 83,41 % | −122,73 ha |
| Surfaces en eau (eaux continentales, eaux maritimes) | 0 ha        | 0 %     | 30,23 ha    | 1,5 %   | 1,55 ha    |

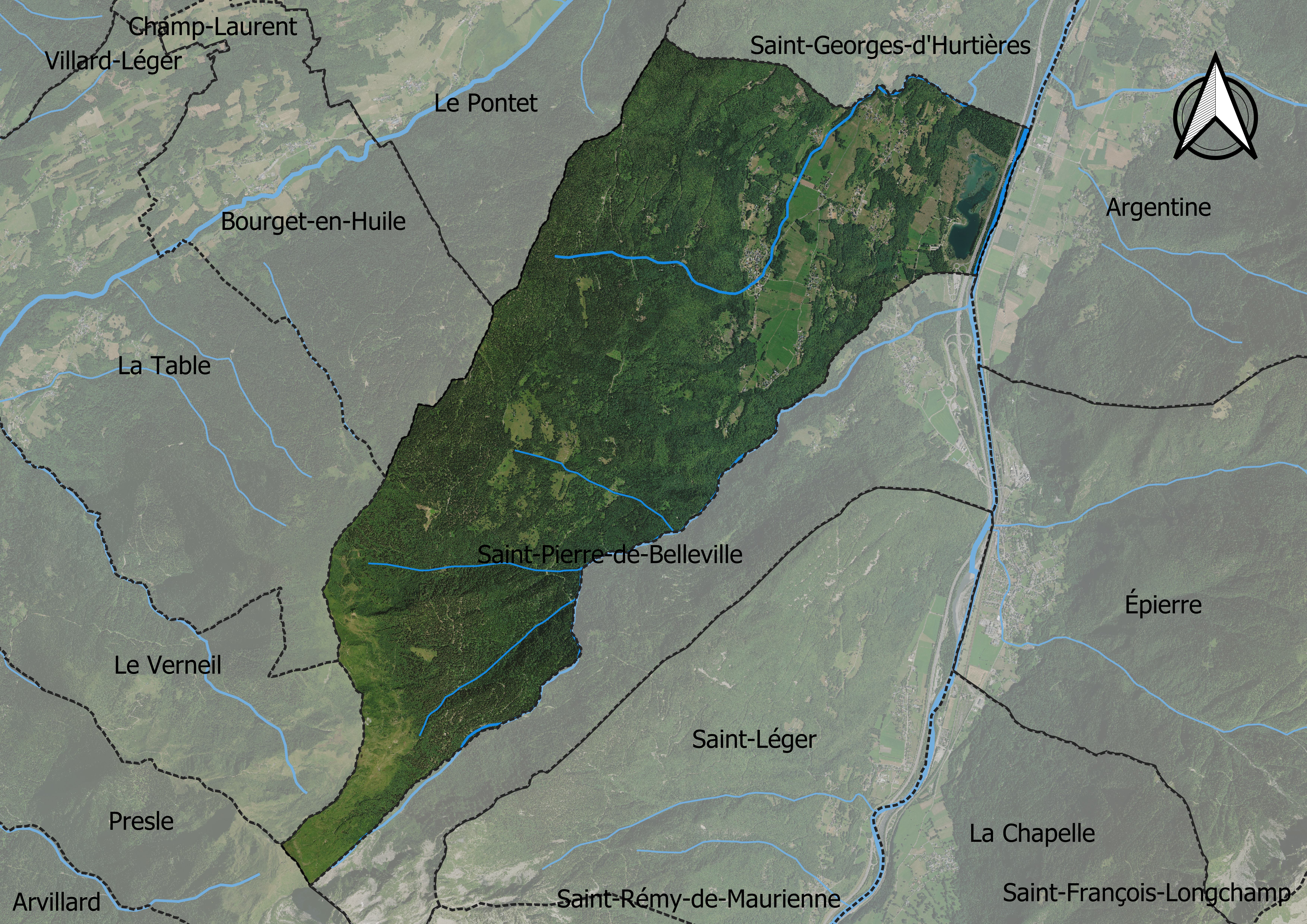
Carte orhophotogrammétrique de la commune.
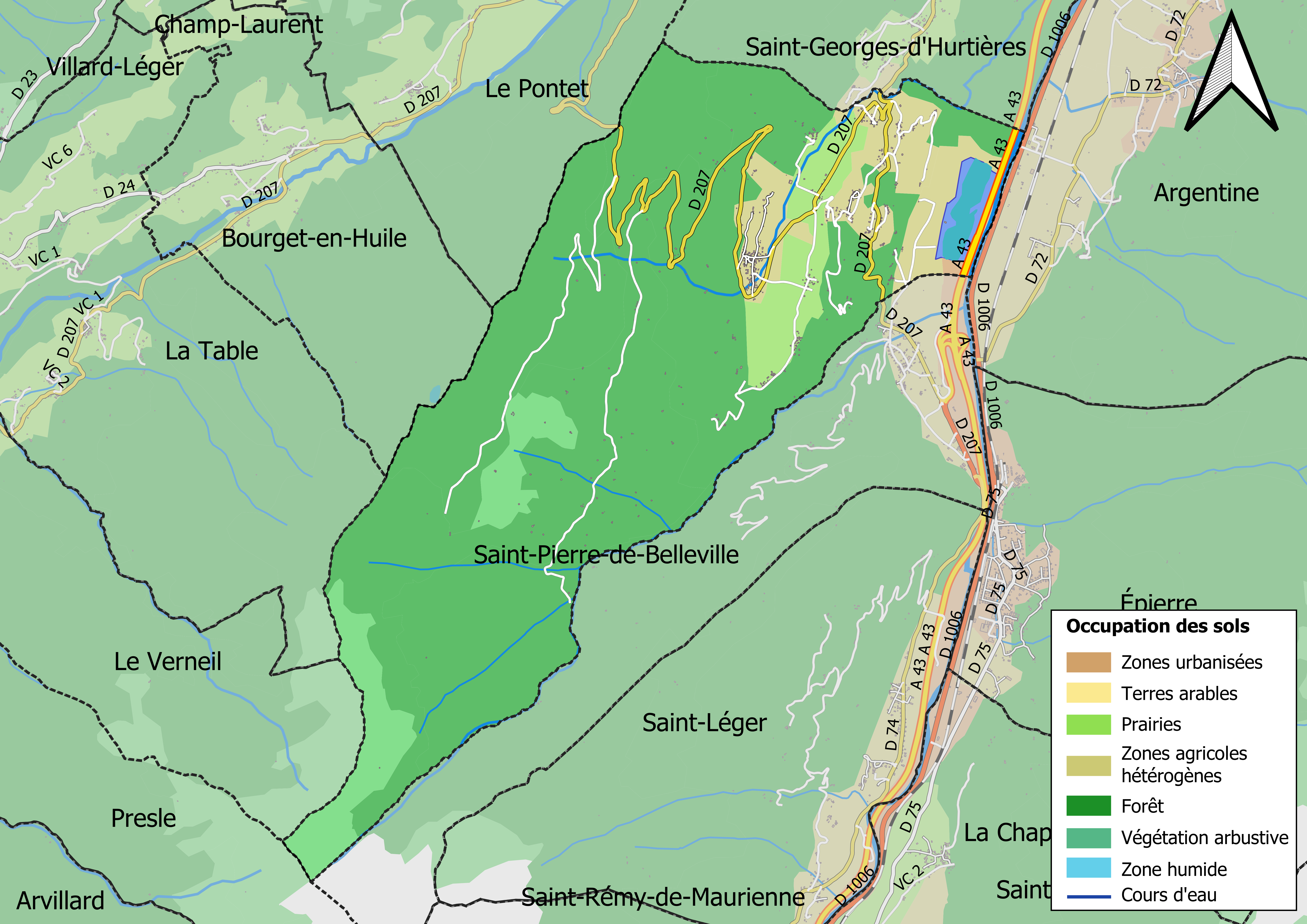
Carte des infrastructures et de l'occupation des sols en 2018 (CLC) de la commune.

### Lieux-dits, écarts et quartiers

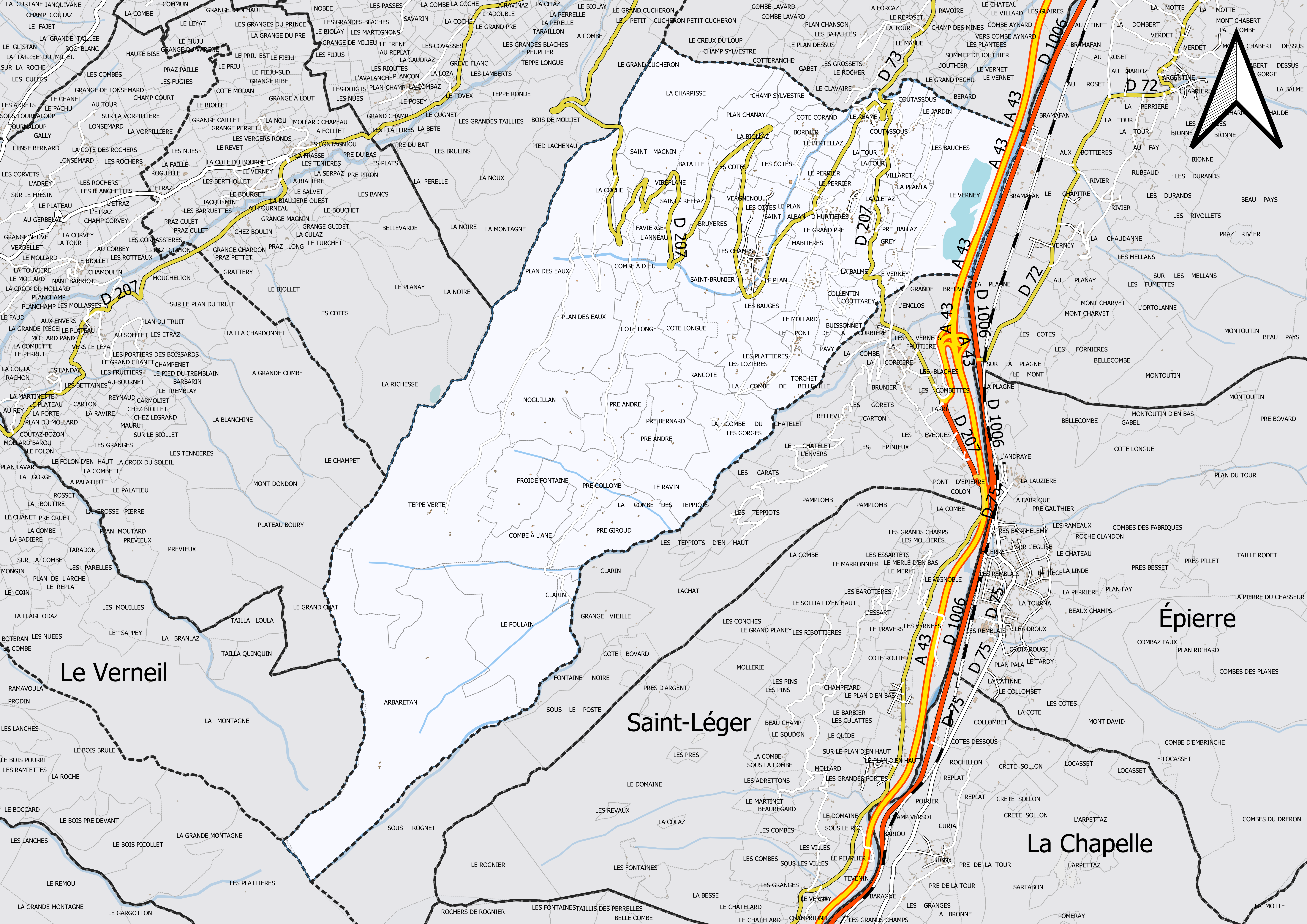
Carte du cadastre de la commune de Saint-Alban-d'Hurtières.

La commune compte un certain nombre de lieux-dits administratifs répertoriés consultables ici dont la Tour, la Cour, le Mollard, les Champs, les Plattières.

Sélection de vues des hameaux de Saint-Alban-d'Hurtières.
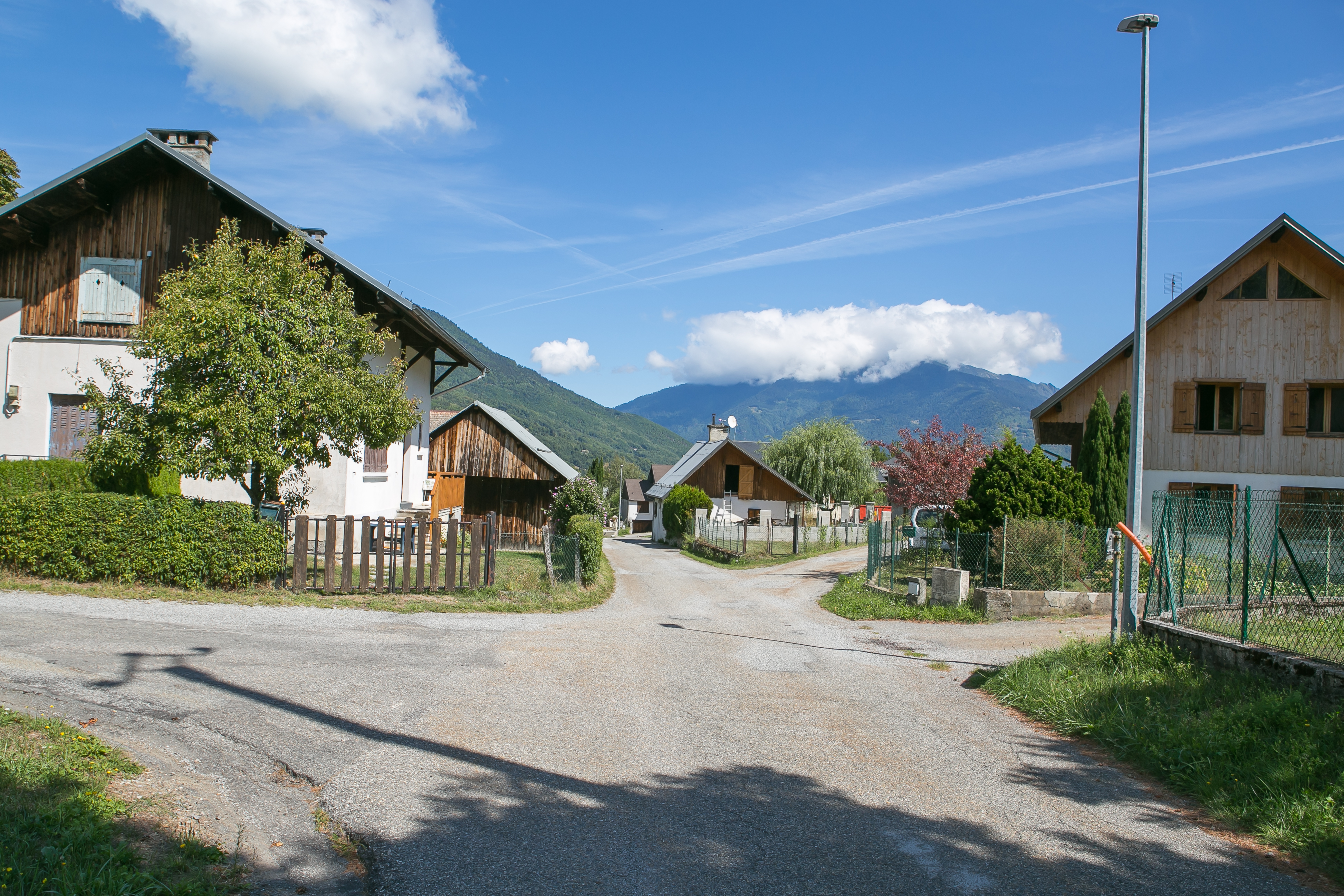
Le hameau de la Cour.
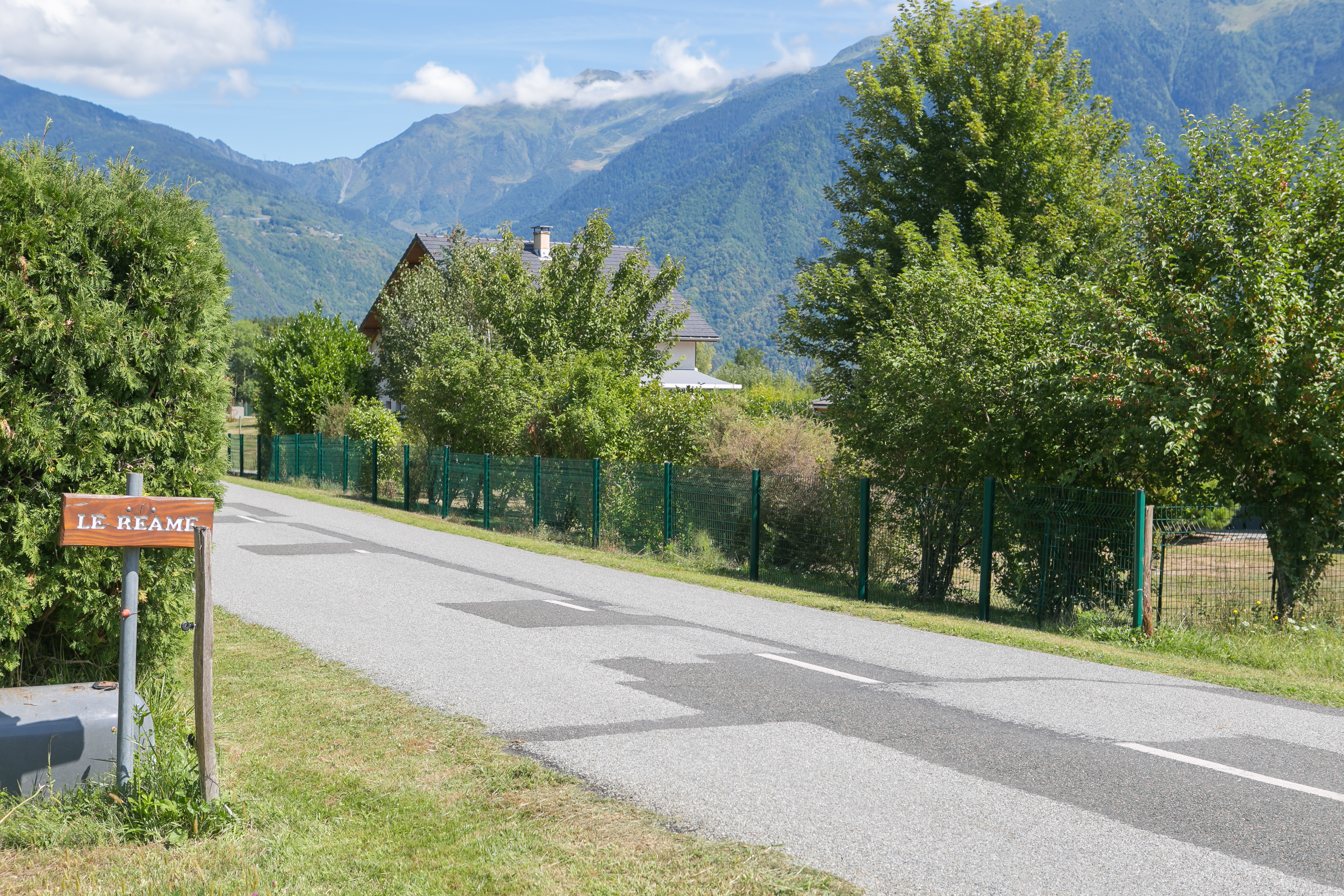
Le hameau du Réame.
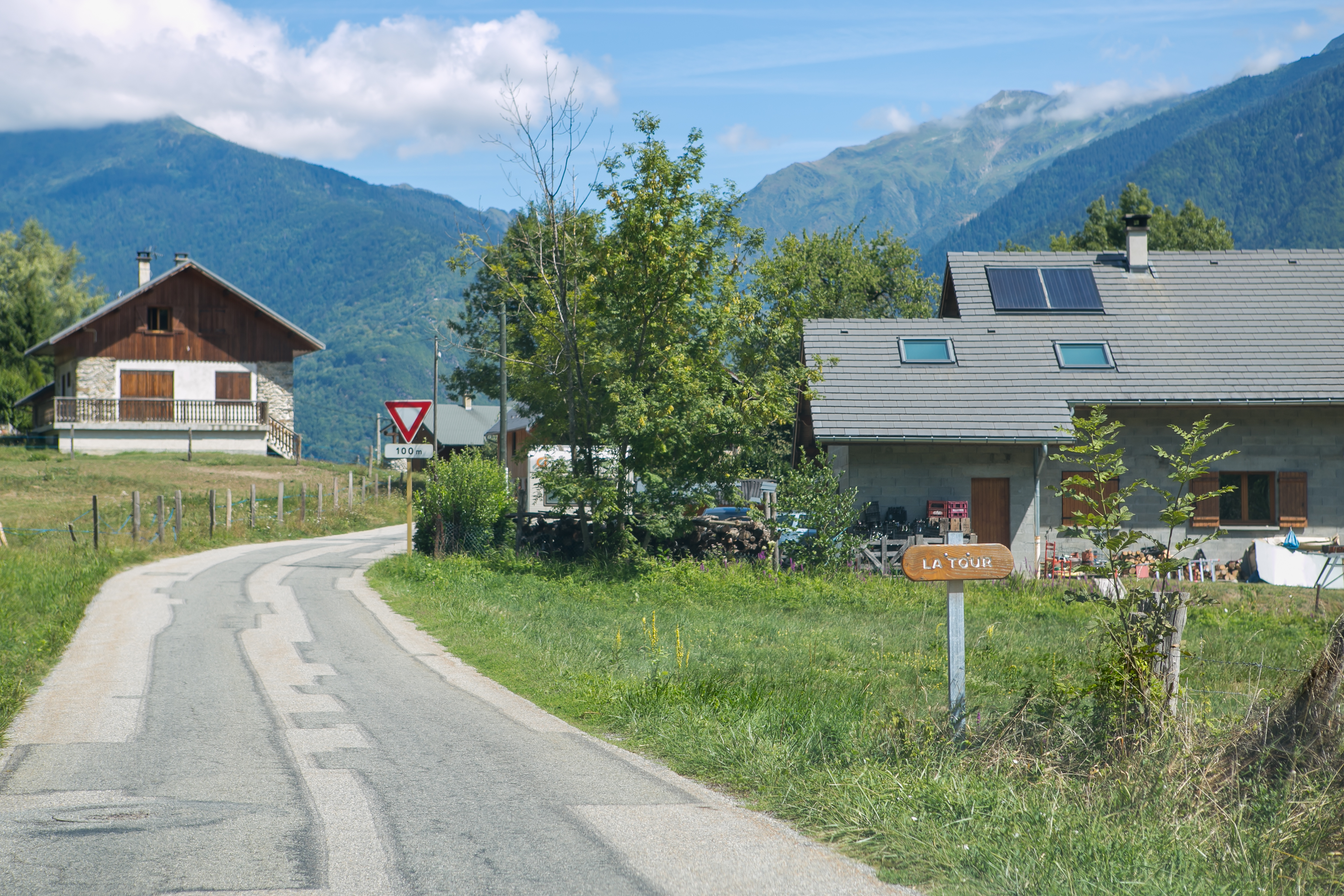
Le hameau de la Tour.

### Logement
En 2017, le nombre total de logements dans la commune était de 325 alors qu'il était de 246 en 1990, 257 en 1999 et de 288 en 2007. Parmi ces logements, 49,0 % étaient des résidences principales, 37,0 % des résidences secondaires et 14,0 % des logements vacants. Ces logements étaient pour 94,8 % d'entre eux des maisons individuelles et pour 1,2 % des appartements.
La part des ménages fiscaux propriétaires de leur résidence principale s’élevait en 2017 à 89,6 % contre 6,1 % de locataires et 4,3 % logés gratuitement,.

Sélection de vues de l'habitat de Saint-Alban-d'Hurtières.
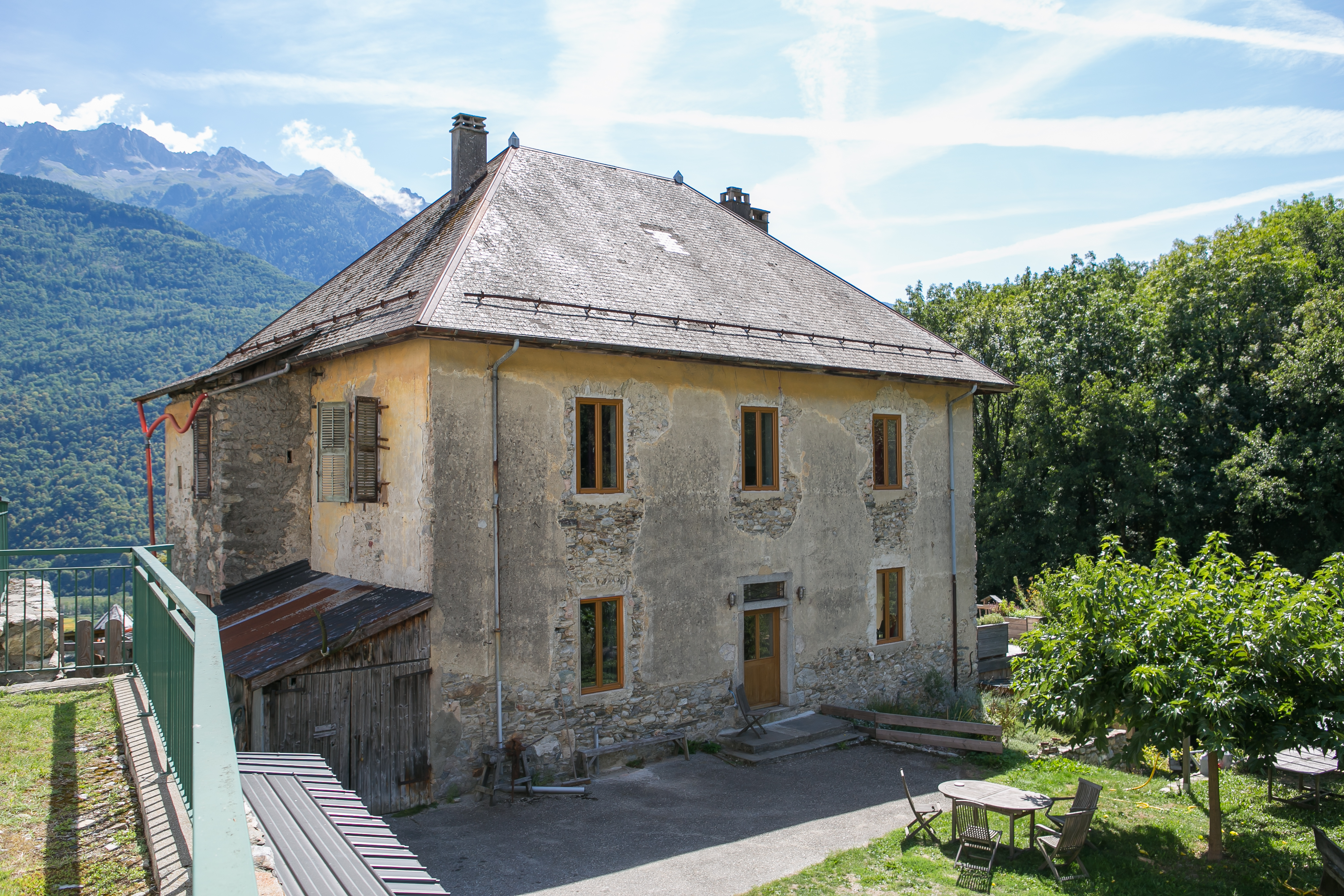
Une maison dans le bourg.
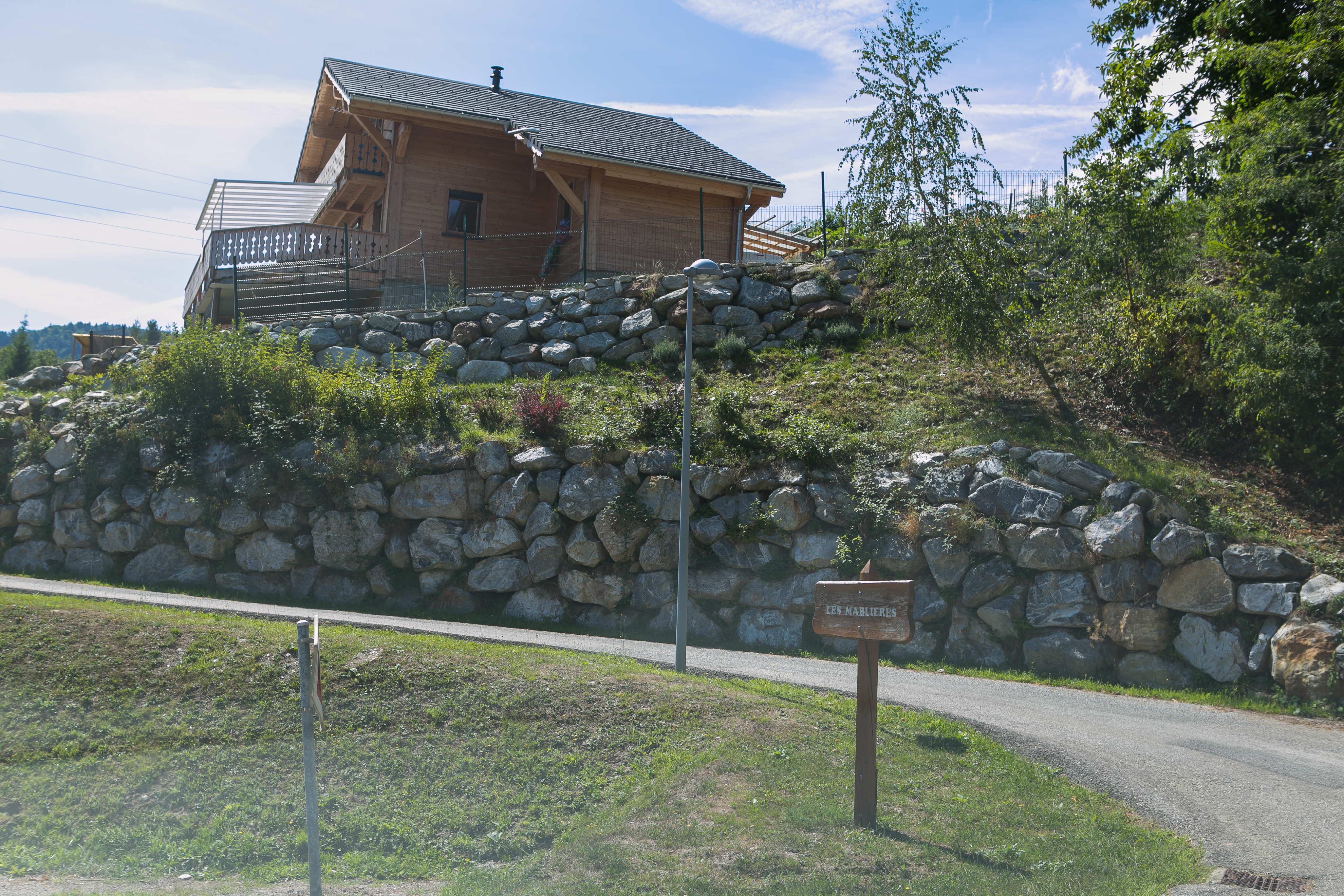
Une maison du hameau des Hablières.
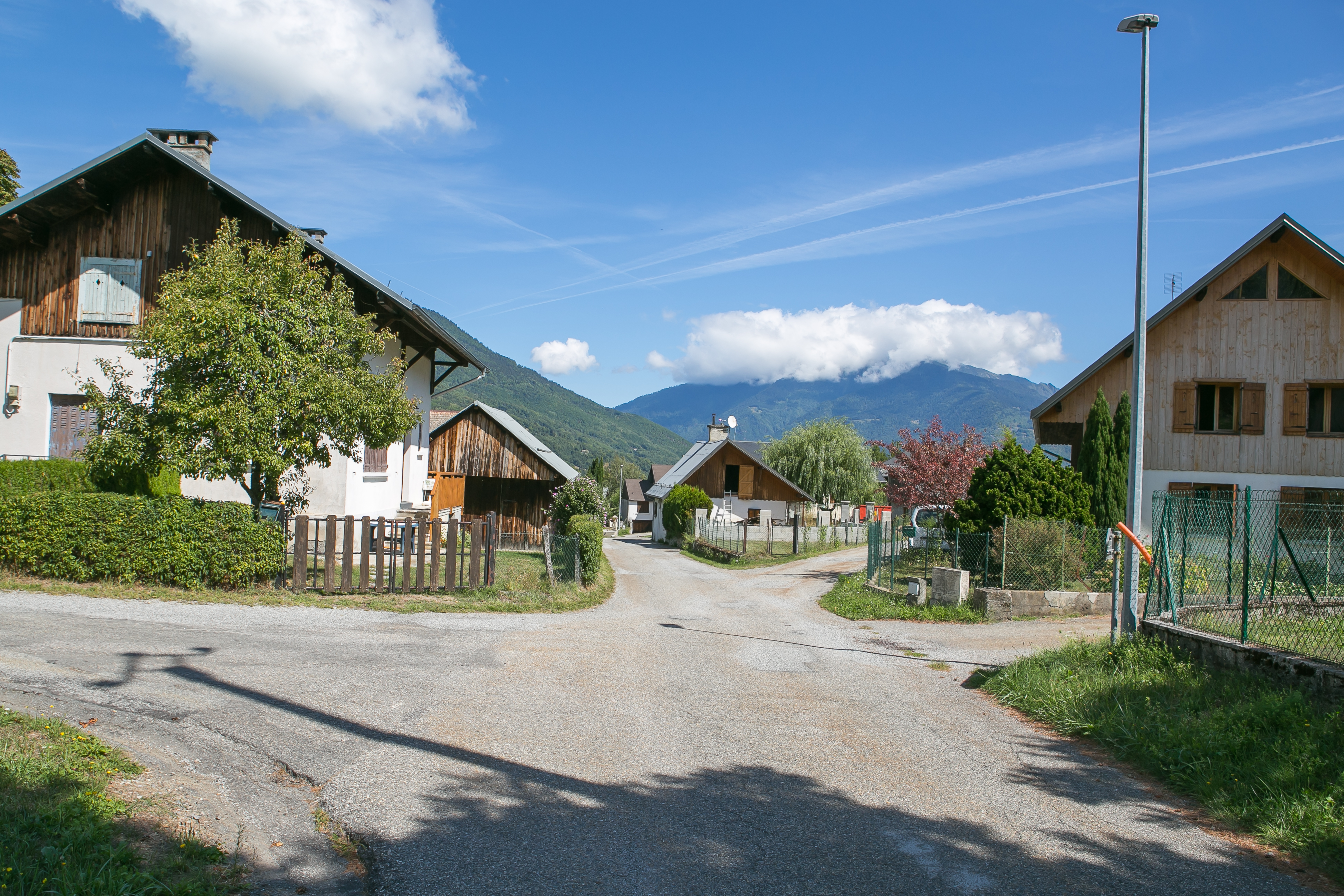
Habitations du hameau de la Cour.
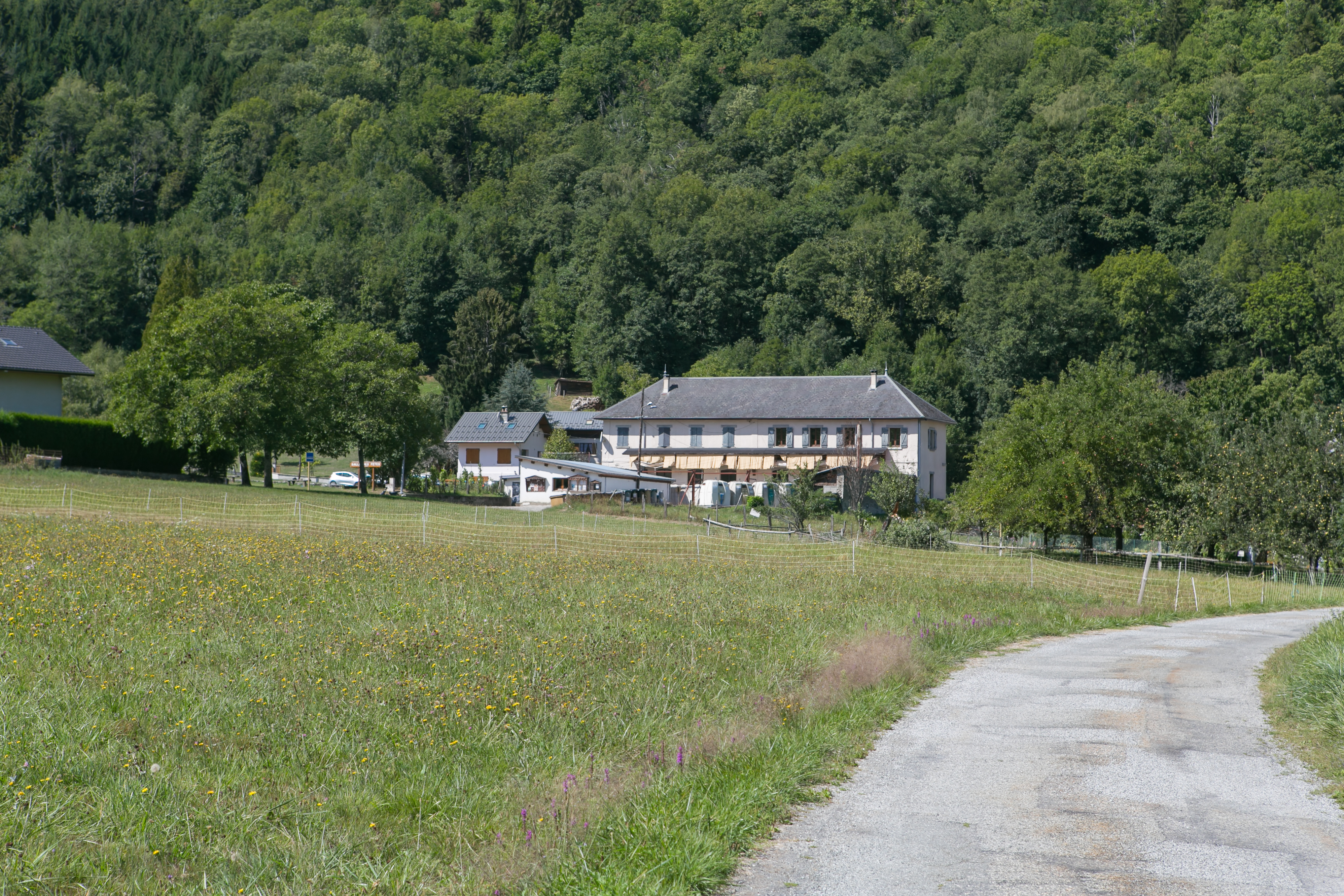
Habitations du hameau des Champs.

### Voies de communication et transports
L'autoroute A 43 longe la limite nord-est du territoire. Celle-ci est accessible par le diffuseur no 25 (Épierre) situé sur la commune voisine de Saint-Pierre-de-Belleville.
Deux routes départementales relient Saint-Alban-d'Hurtières aux communes voisines :
- la D 73, à Saint-Georges-des-Hurtières, au nord ;
- la D 207, à Saint-Pierre-de-Belleville, à l'est ; et au Pontet (via le  col du Grand Cucheron), à l'ouest.

Sélection de vues des routes de Saint-Alban-d'Hurtières.
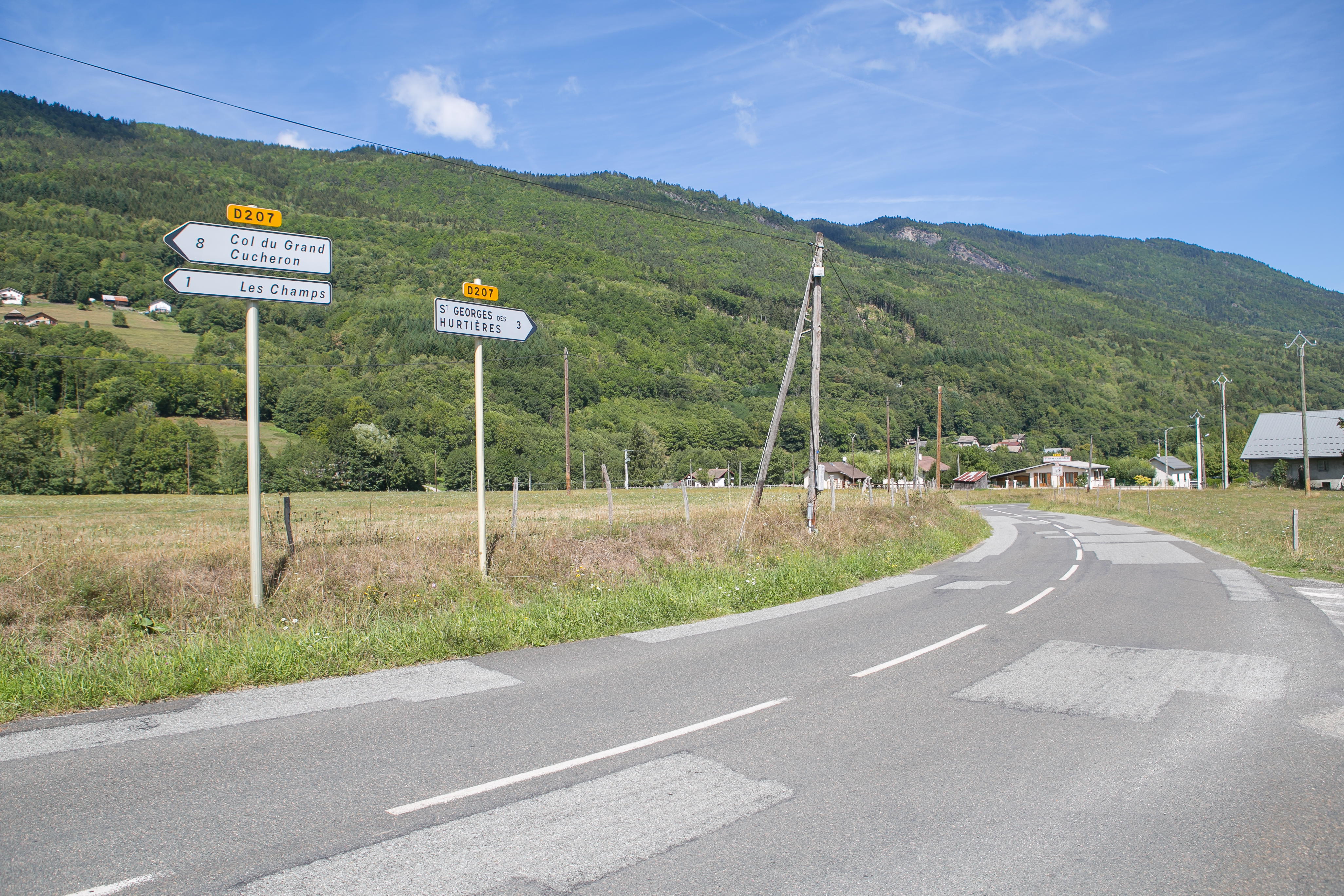
La D 207 au centre de la commune.
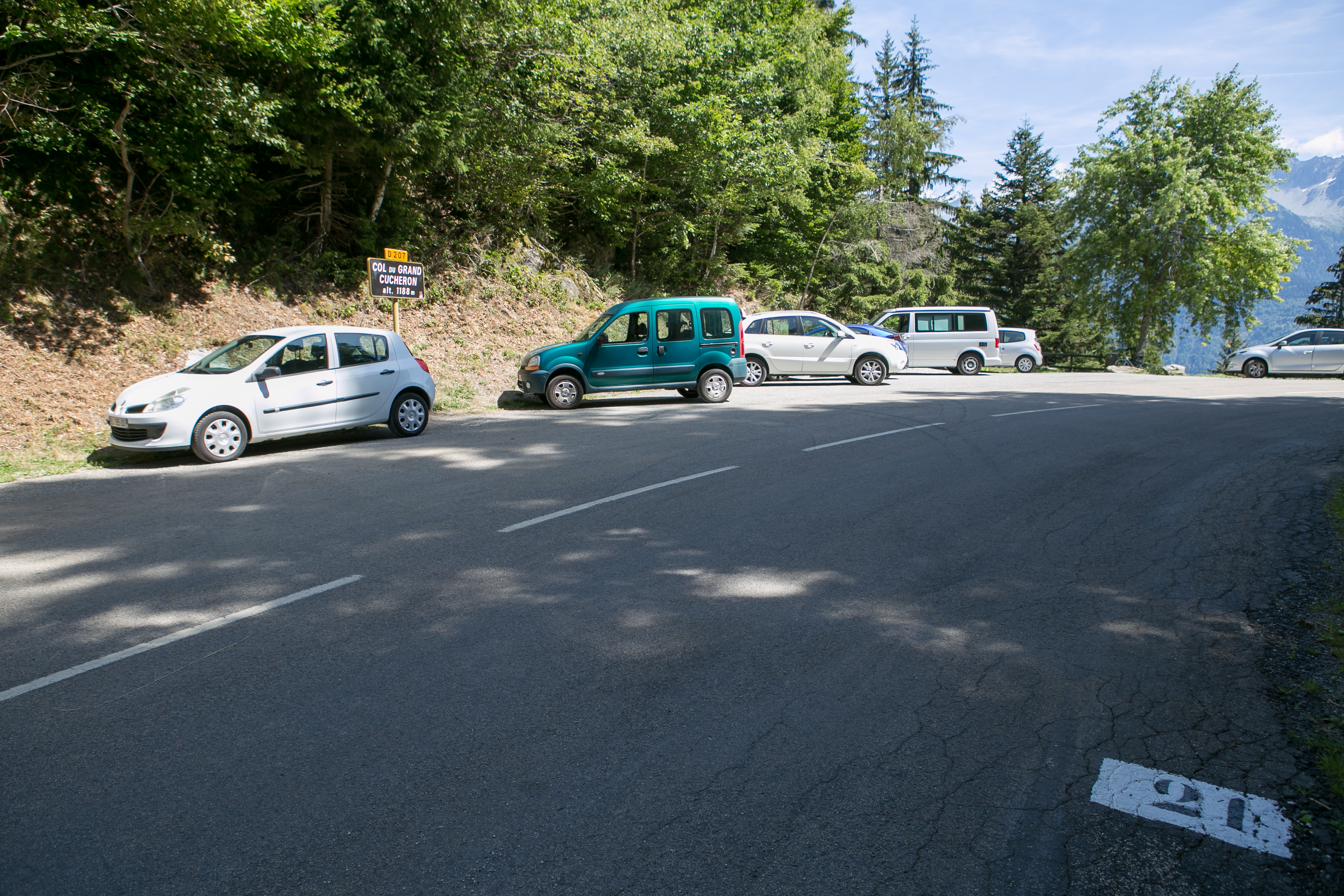
La D 207 au col du Grand Cucheron.
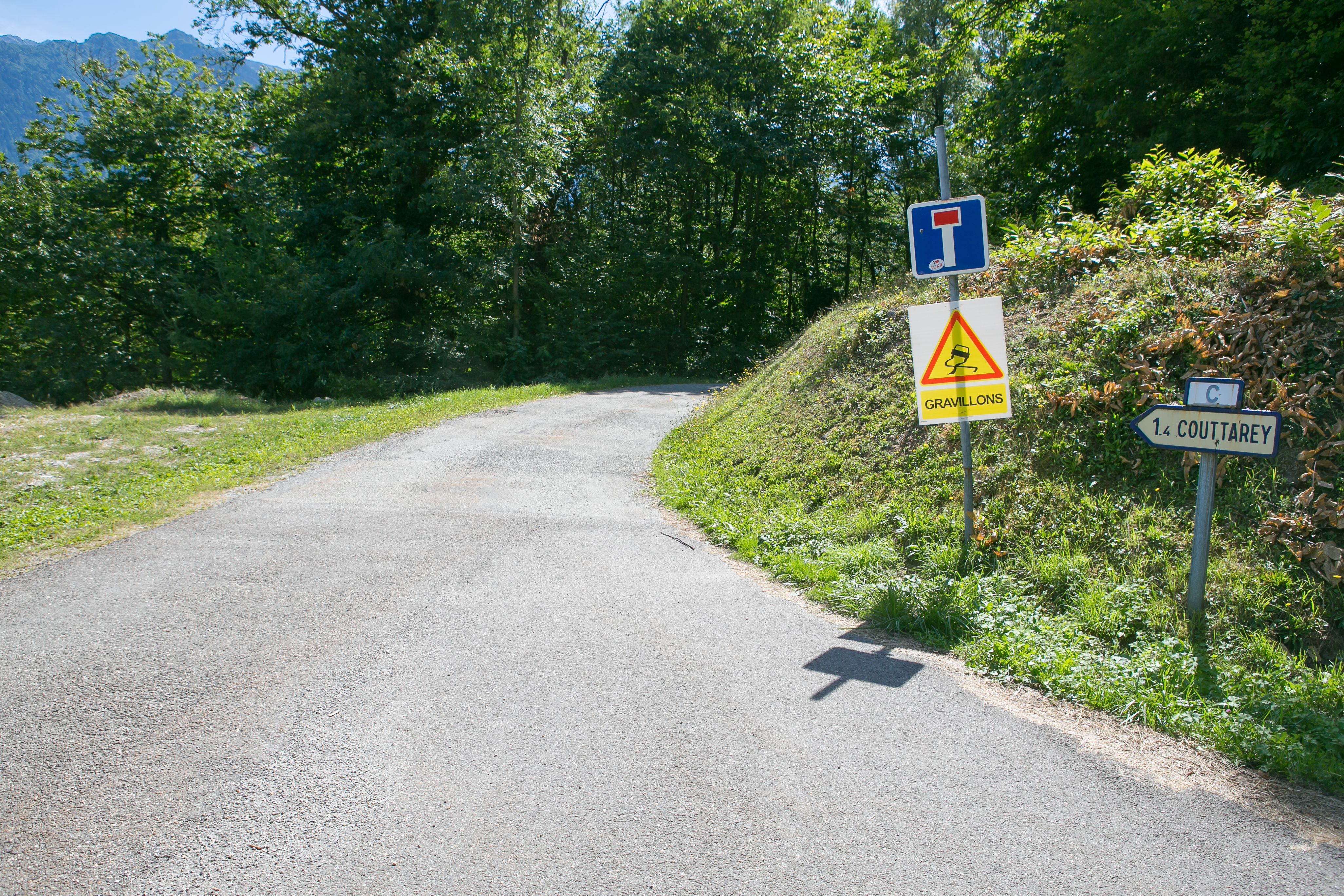
Route communale menant au hameau du Couttarey.
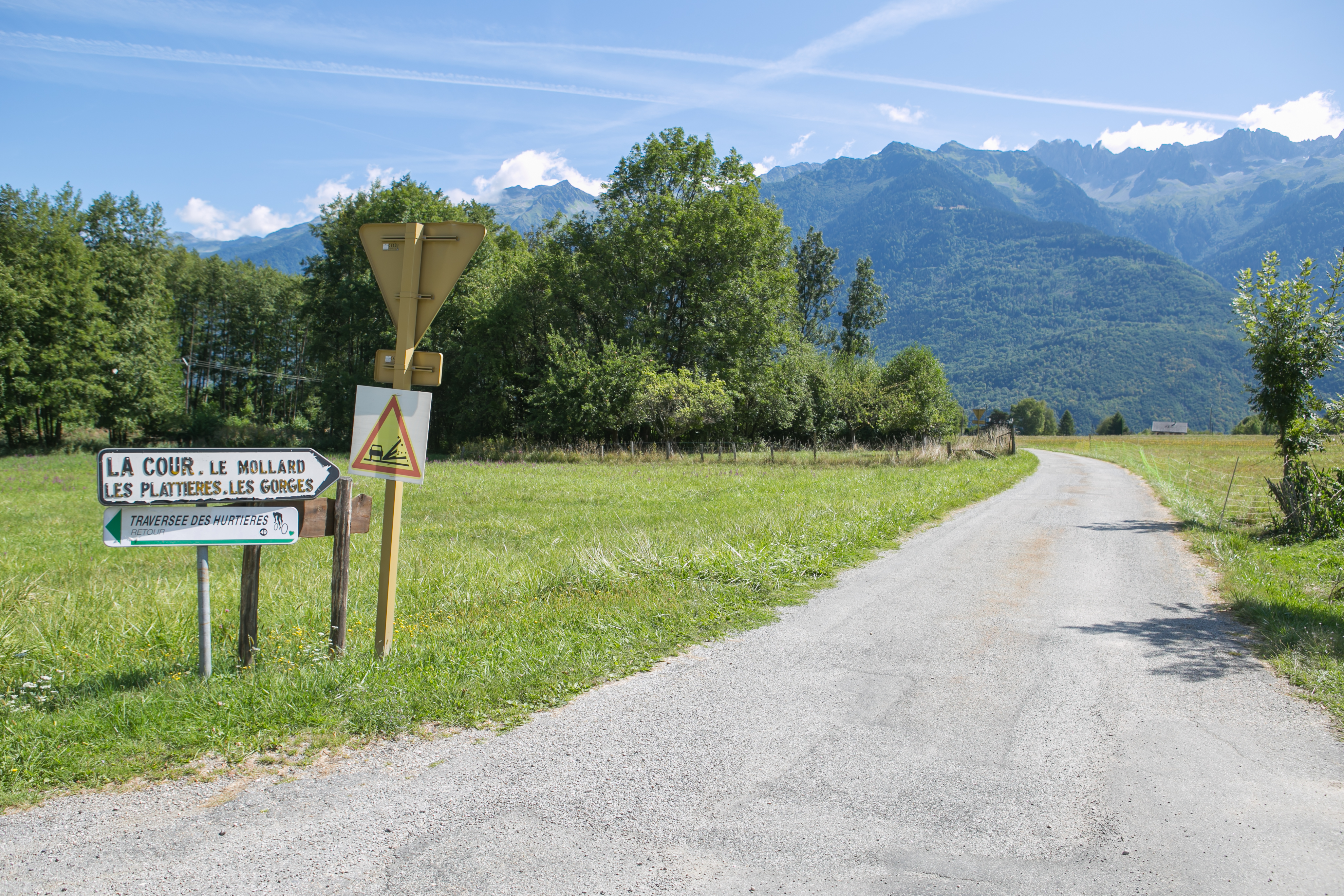
Route communale menant aux hameaux de la Cour, du Mollard, des Plattières et des Gorges.

## Toponymie
Le nom de la commune est Saint-Alban-d'Hurtières. La forme Saint-Alban-d'Hurtières est utilisée en 1801 avant de prendre la forme Saint-Alban-des-Hurtières, jusqu'au 7 novembre 2013. Il associe le nom du saint et martyr anglais, Alban de Verulamium, au nom de la vallée des Urtières. Le chanoine Gros relève d'ailleurs que la forme exacte est Urtières et qu'il a été « noté à tort Hurtières ».
Urtière, dérivé de la « forme romane du latin urtica », désigne un lieu où l'on trouve des orties,.
Au cours de la période d'occupation révolutionnaire (1793), la commune porte le nom de Cucheron, en référence au col du Grand Cucheron, situé au-dessus de la commune.
En francoprovençal, le nom de la commune s'écrit Sèt Arban, selon la graphie de Conflans.

## Histoire
Au Moyen Âge central, les paroisses de Saint-Alban, de Saint-Georges et de Belleville (Saint-Pierre) faisaient partie du mandement dont le centre se trouvait au château des Hurtières, possession de la famille dite « des Urtières », branche des Miolans-Charbonnières,. À la fin du XIIIe siècle, Antelme de Miolans est le premier à porter le titre de seigneur d'Urtières. À la disparition du rameau les familles de Miolans et de La Chambre se disputent lors de procès l'héritage, ainsi que la famille de Blonay. La seigneurie revient aux La Chambre, et lors de l'extinction de la famille des La Chambre, les biens sont transmis en 1623 au prince Thomas de Savoie. Son fils revend la baronnie des Urtières à Jean-Baptiste Castagnery de Châteauneuf,.

## Politique et administration

### Rattachements successifs
Lors de la Révolution française de 1789, le village appartient au duché de Savoie, dépendant alors du royaume de Sardaigne.
En 1792, la commune fait partie du département du Mont-Blanc dont le chef-lieu est Chambéry. Elle porte le nom de Cucheron en 1793 et fait partie du canton d'Argentine dans le district de Sain-Jean-de-Maurienne.
En 1801, la commune prend le nom de Saint-Alban-des-Hurtières et fait partie du canton d'Aiguebelle.
À  la chute de l'Empire napoléonien, la commune réintègre le royaume de Sardaigne en 1815 et fait partie du mandement d'Aiguebelle dans la province de Maurienne.
Après l'Annexion de la Savoie en 1860, la commune intègre le département de la Savoie et le canton d'Aiguebelle dans l'arrondissement de Saint-jean-de-Maurienne.
En 2013, la commune prend le nom de Saint-Alban-d'Hurtières.

### Découpage territorial

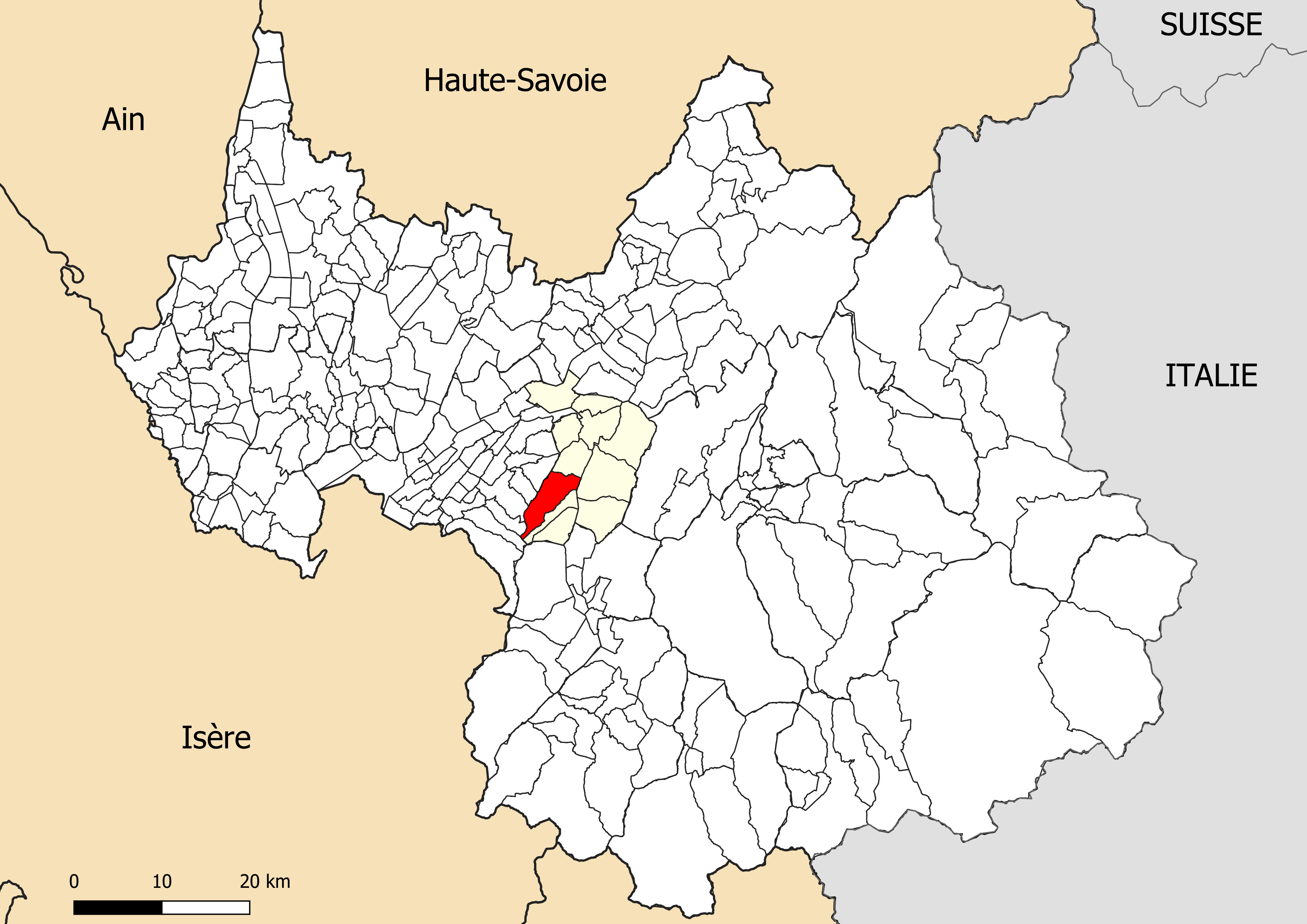
Localisation de Saint-Alban-d'Hurtières dans la communauté de communes Porte de Maurienne.

La commune de Saint-Alban-d'Hurtières est membre de la communauté de communes Porte de Maurienne, un établissement public de coopération intercommunale (EPCI) à fiscalité propre créé le 22 décembre 1997 dont le siège est à Val-d'Arc. Ce dernier est par ailleurs membre d'autres groupements intercommunaux.
Sur le plan administratif, elle est rattachée à l'arrondissement de Saint-Jean-de-Maurienne, à la circonscription administrative de l'État de la Savoie et à la région Auvergne-Rhône-Alpes.
Sur le plan électoral, elle dépend du  canton de Saint-Pierre-d'Albigny pour l'élection des conseillers départementaux, depuis le redécoupage cantonal de 2014 entré en vigueur en 2015, et de la troisième circonscription de la Savoie  pour les élections législatives, depuis le dernier découpage électoral de 2010.

### Élections municipales et communautaires

#### Élections de 2020

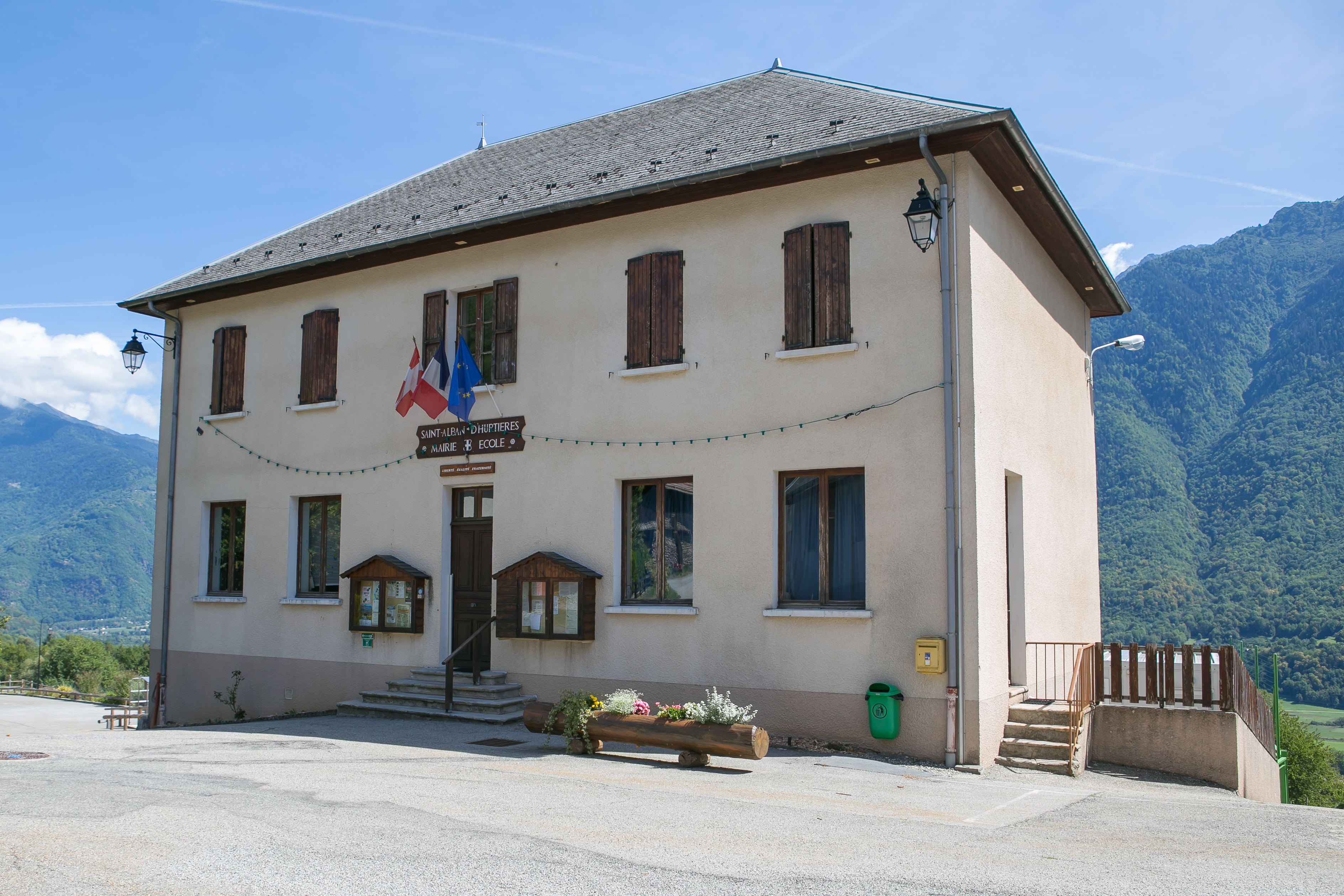
L'hôtel de ville de Saint-Alban-d'Hurtières.

Le conseil municipal de Saint-Alban-d'Hurtières, commune de moins de 1 000 habitants, est élu au scrutin majoritaire plurinominal à deux tours avec candidatures isolées ou groupées et possibilité de panachage. Compte tenu de la population communale, le nombre de sièges à pourvoir lors des élections municipales de 2020 est de 11. La totalité des onze candidats en lice est élue dès le premier tour, le 15 mars 2020, avec un taux de participation de 62,61 %.
Jean-François Thiaffey est élu nouveau maire de la commune le 23 mai 2020.
Dans les communes de moins de 1 000 habitants, les conseillers communautaires sont désignés parmi les conseillers municipaux élus en suivant l'ordre du tableau (maire, adjoints puis conseillers municipaux) et dans la limite du nombre de sièges attribués à la commune au sein du conseil communautaire. Un siège est attribué à la commune au sein de la communauté de communes Porte de Maurienne.

#### Chronologie des maires
| Période                                  | Période                     | Identité                | Étiquette | Qualité |
| ---------------------------------------- | --------------------------- | ----------------------- | --------- | ------- |
| Les données manquantes sont à compléter. |                             |                         |           |         |
| 1977                                     | 1995                        | Marcel Baudin           |           |         |
| 1995                                     | 2008                        | Daniel Cretet           |           |         |
| 2008                                     | 2014                        | Dominique Martin        |           |         |
| 2014                                     | 2020                        | Patrick Gadroy Legenvre |           |         |
| mai 2020                                 | En cours (au décembre 2020) | Jean-François Thiaffey  |           |         |

### Finances communales
La commune de Saint-Alban-d'Hurtières est enregistrée au répertoire des entreprises sous le code SIREN 217 302 207. Son activité est enregistrée sous le code APE 84.11Z, correspondant aux administrations publiques générales.
En 2019, le budget communal était de 867 000 € dont 415 000 € en section de fonctionnement et 452 000 € en section d'investissement. La part d'impôts locaux dans les produits de fonctionnement s'établissait à 39,55 %, contre 35,06 % pour la strate de communes équivalente (communes de moins de 500 habitants), avec des taux d'imposition fixés à 15,58 % pour la taxe d'habitation, (y compris THLV), 16,25 % et 161,29 % pour la taxe foncière sur le bâti et le non-bâti.
Au 31 décembre 2019, la dette de la commune s’élevait à 515 000 €, soit 1 448 € par habitant (897 € de plus que la moyenne des villes de même importance). Cette dette est consécutive à deux emprunts réalisés en 2011 (1 043 540 €) et 2014 (350 000 €). Mais l'un des critères les plus pertinents est la capacité de désendettement de la commune. Ce ratio d’analyse financière des collectivités locales s'exprime en nombre d'années et mesure le rapport entre l'épargne brute et le montant de la dette. En 2019, ce ratio atteignait 12 ans à Saint-Alban-d'Hurtières.
| Année | Dépenses par hab. | Recettes par hab. | Produit fiscal par hab. | Effort d'équipement par hab. | Dette par hab. | Taux d'épargne brute | Taux d'endettement | Capacité de désendettement |
| 2017  | 1 098 €           | 1 415 €           | 455 €                   | 169 €                        | 1 809 €        | 22,38 %              | 128 %              | 6 ans                      |
| 2018  | 1 241 €           | 1 732 €           | 467 €                   | 242 €                        | 1 614 €        | 28,36 %              | 93 %               | 3 ans                      |
| 2019  | 1 143 €           | 1 265 €           | 481 €                   | 572 €                        | 1 448 €        | 9,56 %               | 114 %              | 12 ans                     |

## Démographie
L'évolution du nombre d'habitants est connue à travers les recensements de la population effectués dans la commune depuis 1793. Pour les communes de moins de 10 000 habitants, une enquête de recensement portant sur toute la population est réalisée tous les cinq ans, les populations de référence des années intermédiaires étant quant à elles estimées par interpolation ou extrapolation. Pour la commune, le premier recensement exhaustif entrant dans le cadre du nouveau dispositif a été réalisé en 2008.

En 2022, la commune comptait 387 habitants, en évolution de +11,85 % par rapport à 2016 (Savoie : +3,63 %, France hors Mayotte : +2,11 %).
| 1793  | 1800  | 1806  | 1822  | 1838  | 1848  | 1858  | 1861  | 1866  |
| ----- | ----- | ----- | ----- | ----- | ----- | ----- | ----- | ----- |
| 1 003 | 1 027 | 1 029 | 1 035 | 1 209 | 1 262 | 1 181 | 1 178 | 1 209 |

| 1872  | 1876  | 1881  | 1886  | 1891  | 1896  | 1901  | 1906  | 1911 |
| ----- | ----- | ----- | ----- | ----- | ----- | ----- | ----- | ---- |
| 1 174 | 1 197 | 1 207 | 1 156 | 1 110 | 1 181 | 1 076 | 1 085 | 995  |

| 1921 | 1926 | 1931 | 1936 | 1946 | 1954 | 1962 | 1968 | 1975 |
| ---- | ---- | ---- | ---- | ---- | ---- | ---- | ---- | ---- |
| 839  | 780  | 720  | 666  | 580  | 500  | 381  | 325  | 273  |

| 1982 | 1990 | 1999 | 2006 | 2008 | 2013 | 2018 | 2022 | - |
| ---- | ---- | ---- | ---- | ---- | ---- | ---- | ---- | - |
| 258  | 211  | 227  | 285  | 301  | 331  | 365  | 387  | - |

## Économie

### Revenus de la population et fiscalité
En 2018, le revenu disponible médian par ménage était de 22 600 € dans la commune contre une moyenne de 23 160 € au niveau départemental.

### Emploi
En 2017, la population âgée de 15 à 64 ans s'élevait à 210 personnes, parmi lesquelles on comptait 73 % d'actifs dont 68,8 % ayant un emploi et 4,2 % de chômeurs.
On comptait 27 emplois dans la zone d'emploi en 2017, contre 26 en 2007. Le nombre d'actifs ayant un emploi résidant dans la zone d'emploi étant de 144, l'indicateur de concentration d'emploi est de 18,4 %, ce qui signifie que la zone d'emploi offre moins d'un emploi pour cinq habitants actifs. Ainsi, 86,5 % des actifs de 15 ans ou plus ayant un emploi et résidant à Saint-Alban-d'Hurtières travaillent dans une commune extérieure.

### Secteurs d'activité
Au 31 décembre 2018, Saint-Alban-d'Hurtières comptait 21 établissements : 
2 dans l'industrie manufacturière, les industries extractives et autres ;  
4 dans la construction ; 
4 dans le commerce de gros et de détail, les transports, l'hébergement et la restauration ;
3 dans les activités spécialisées, scientifiques et techniques et activités de services administratifs et de soutien ;
5 dans l'administration publique, l'enseignement, la santé humaine et l'action sociale ; et
3 dans les autres activités de services.
En 2019, trois entreprises ont été créées à Saint-Alban-d'Hurtières, dont 
1 dans le commerce de gros et de détail, les transports, l'hébergement et la restauration ;
1 dans l'administration publique, l'enseignement, la santé humaine et l'action sociale ; et
1 dans les autres activités de services. Ces trois entreprises ont été créées par des autoentrepreneurs.

## Culture locale et patrimoine

### Lieux et monuments
- L'église Saint-Alban (XVIIIe siècle) de style baroque et son retable classé à l'inventaire des Monuments historiques[57].
- La chapelle Notre-Dame-de-la-Salette ou « petite chapelle ».
- L'ancien temple protestant.
- La croix de la Loze.
- La croix de Rognier.
- Les chalets d'Arbaretan et de la Jasse.
- Le plan d'eau des Hurtières.
- Le four communal du Bordier.

Sélection de vues des lieux et monuments de Saint-Alban-d'Hurtières.
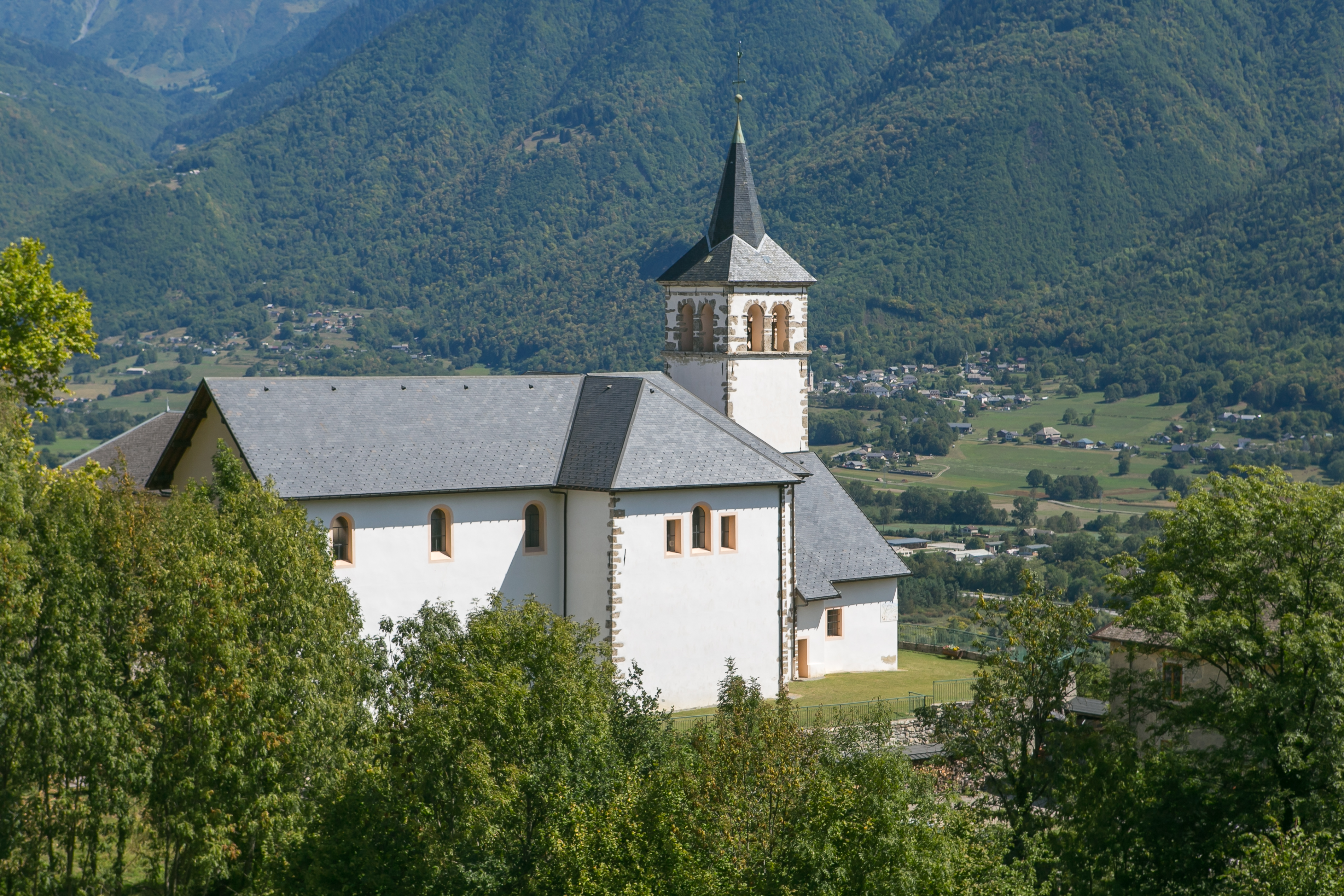
L'église Saint-Alban.
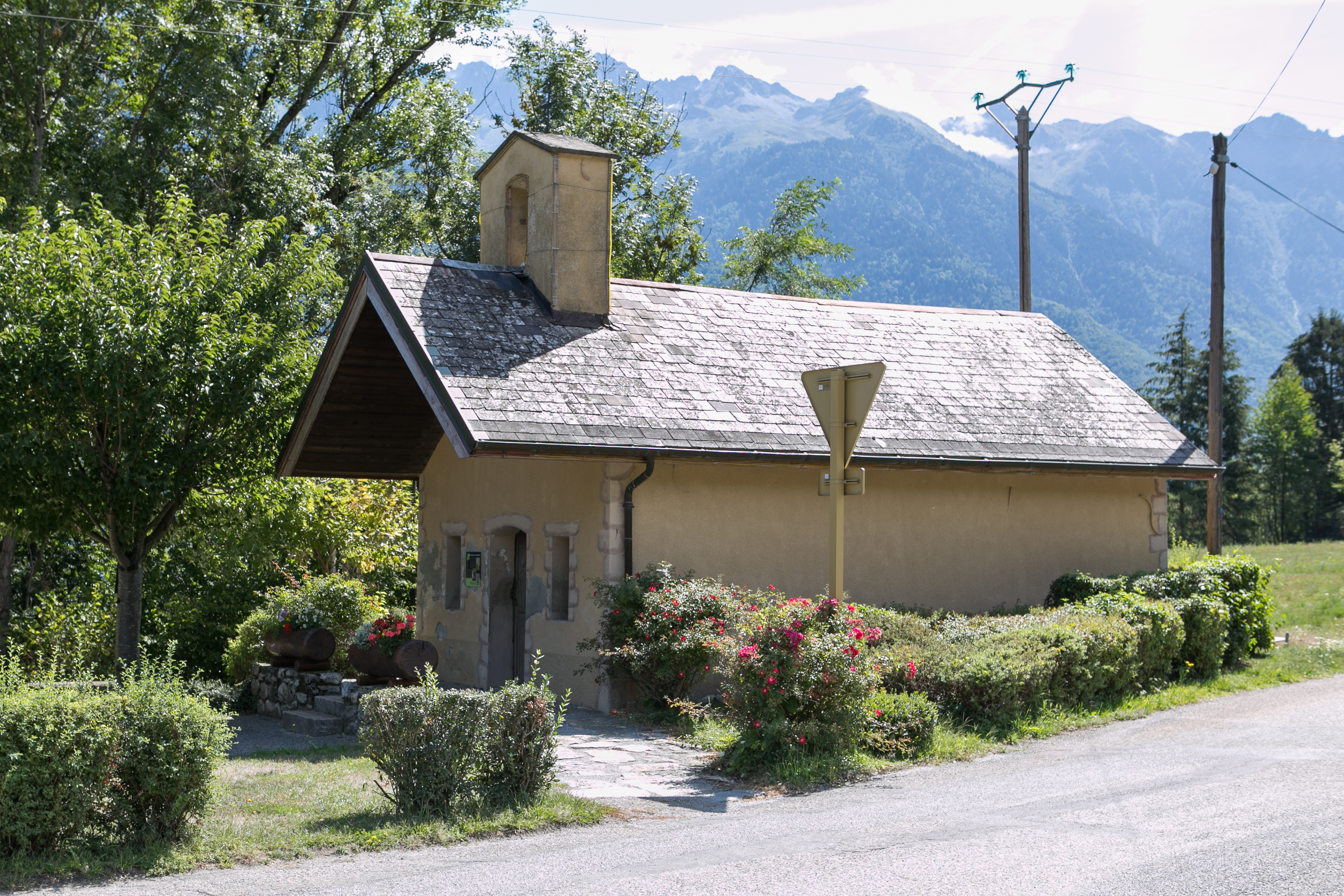
La chapelle Notre-Dame-de-la-Salette.
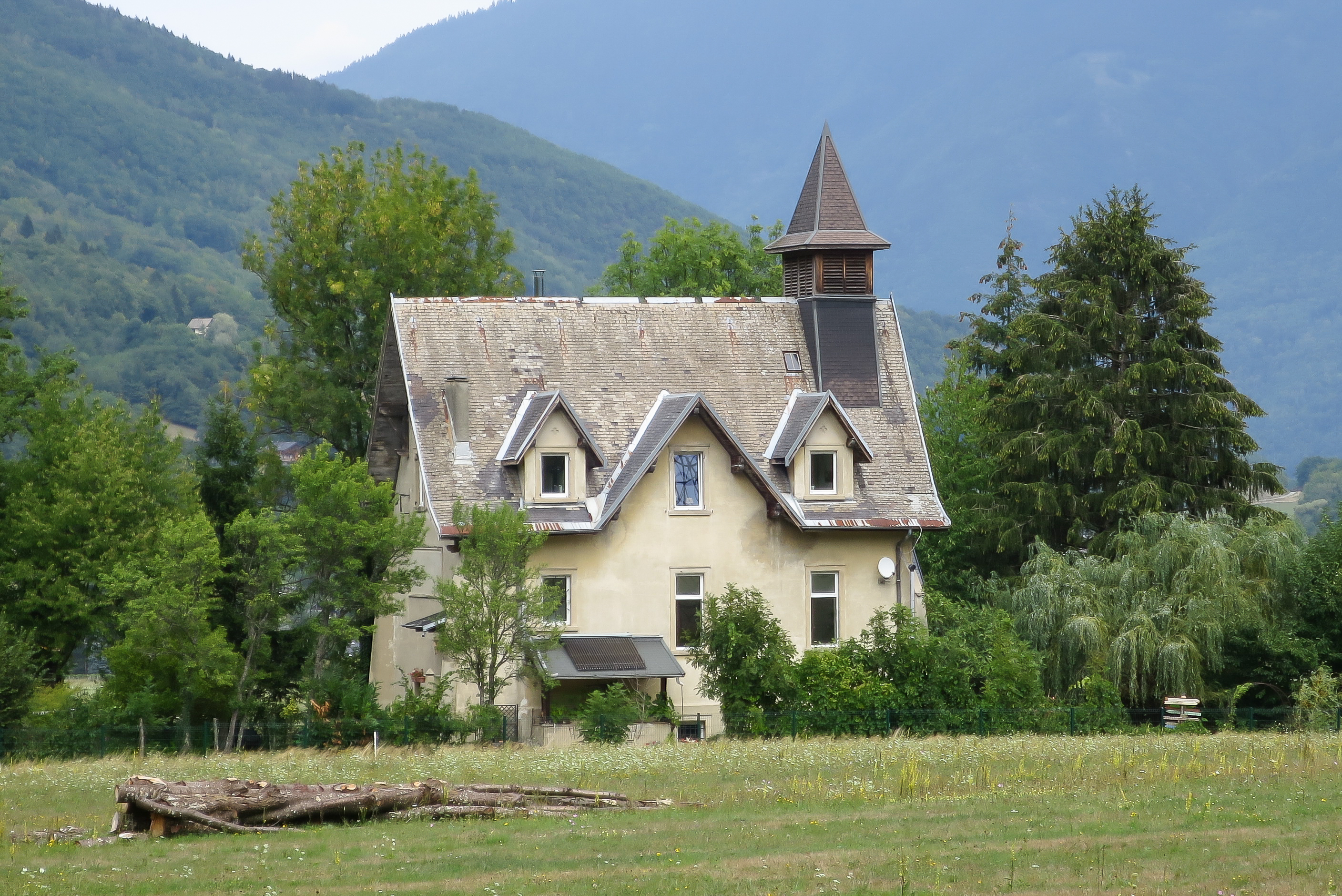
L'ancien temple protestant.
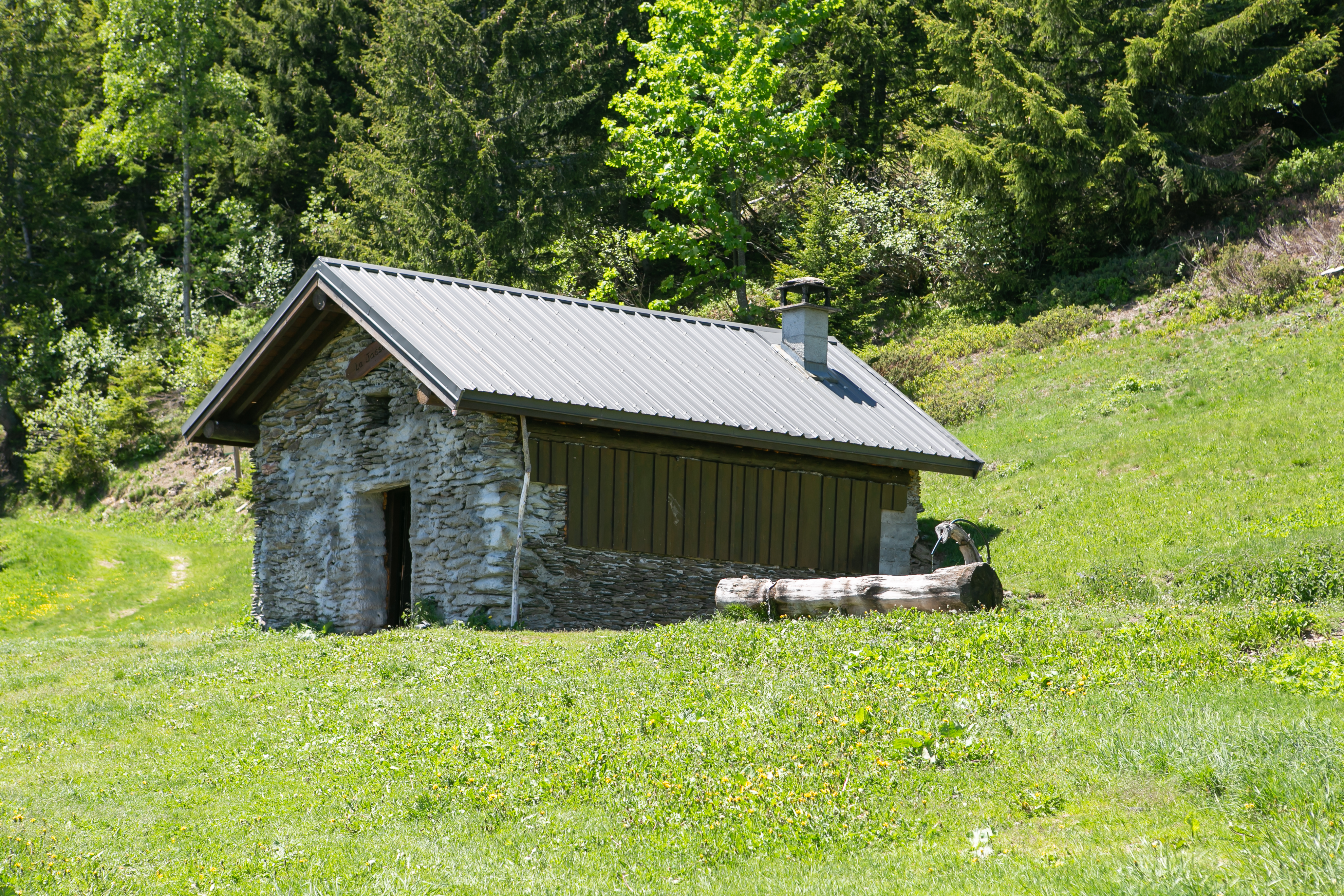
Le chalet de la Jasse.

### Héraldique
| Blason de Saint-Alban-des-Hurtières | Blason  | Parti : au 1er d'or au griffon de gueules, au 2e coupé au I d'azur à la fleur de lis d'or, au II d'argent à trois trèfles tigés de sable empoignés et mouvant de la pointe. |
| Blason de Saint-Alban-des-Hurtières | Détails | Le statut officiel du blason reste à déterminer. |